# Oblast de Léningrad
Pour les articles homonymes, voir Leningrad (homonymie).
L’oblast de Léningrad (en russe : Ленинградская область, Leningradskaïa oblast ([lʲɪnʲɪnˈgratskəjə ˈobləsʲtʲ])) est une subdivision territoriale de la fédération de Russie, ou oblast. Situé dans le district fédéral du Nord-Ouest, en Russie européenne, il tire son nom du nom soviétique de Saint-Pétersbourg, connue sous le nom de Léningrad de 1924 à 1991. Toutefois, la ville fédérale en est administrativement séparée, les institutions léningradoises siégeant plus au sud, à Gatchina. Cette dernière a officiellement reçu le titre de capitale de l'oblast le 3 avril 2023.
S'étendant sur 83 908 km2, soit 0,49 % de la Russie, elle est la 39e région la plus grande. Elle s'étend sur 500 km d'ouest en est et de 320 km du nord au sud au maximum. Au nord, elle borde la Finlande et la république de Carélie, à l'est l'oblast de Vologda, au sud-est l'oblast de Novgorod, au sud l'oblast de Pskov et au sud-ouest l'Estonie. L'oblast est baigné par les eaux du golfe de Finlande de la mer Baltique. La ville de Saint-Pétersbourg est enclavée dans sa partie centre-ouest. Historiquement, la région appartenait à la république de Novgorod, au tsarat de Russie, puis au royaume de Suède après la guerre russo-suédoise de 1610 à 1617 pendant le temps des Troubles. La région se faisait alors appeler Ingrie, et fut conquise par la Russie de Pierre Ier le Grand pendant la Grande guerre du Nord. Ce dernier y fonde Saint-Pétersbourg en 1703, et la région s'appelle alors le gouvernement de Saint-Pétersbourg, formé lui en 1708. L'oblast est créé sous l'URSS le 1er août 1927, perd sa capitale en 1931 (qui devient son propre sujet), et est aux premières lignes pendant la Seconde Guerre mondiale. Une fois la guerre d'Hiver, le siège de Léningrad et la guerre de Continuation, l'oblast s'agrandit avec de nouvelles terres auparavant finnoises sur l'isthme de Carélie. L'oblast est aujourd'hui l'une des régions les plus riches de Russie et possède un patrimoine culturel et naturel important.
En 2023, sa population s'élevait à 2 023 767 habitants, franchissant pour la première fois les deux millions d'habitants depuis 1926. Sa position autour de la ville de Saint-Pétersbourg lui accorde une position économique favorable, avec des infrastructures denses et de qualité. La population régionale est pour moitié concentrée dans les banlieues saint-péterboureoises, tels que Vsevolojsk, Mourino et Sosnovy Bor. L'industrie représente plus d'un tiers de l'économie de l'oblast, tandis que les transports constituent un sixième du total. En 2021, la région était la neuvième de Russie en termes d'exports. Les sanctions économiques contre la Russie ont peu affecté la région d'après les rapports occidentaux.

## Géographie

### Situation

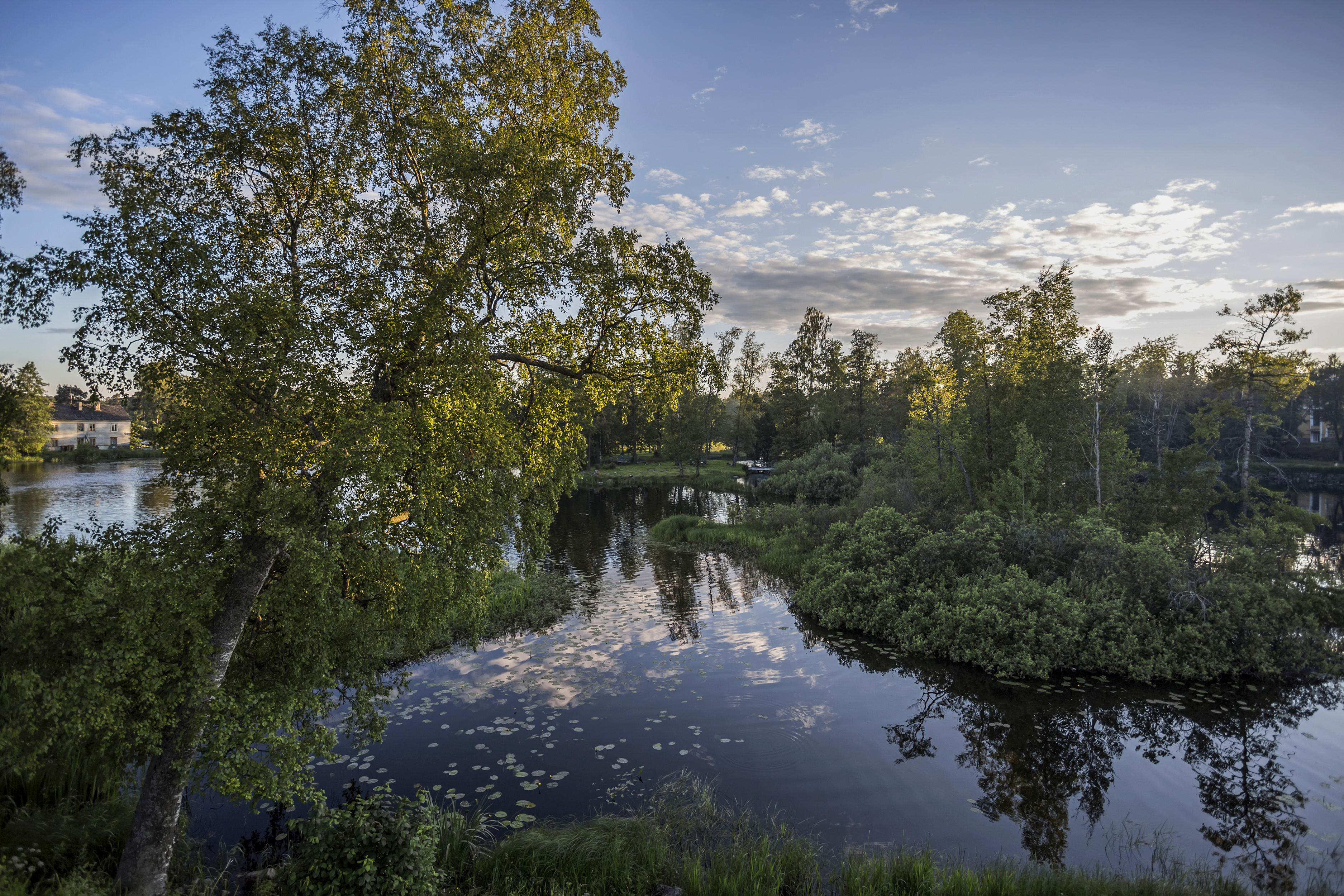
La Vuoksi à Priozersk.

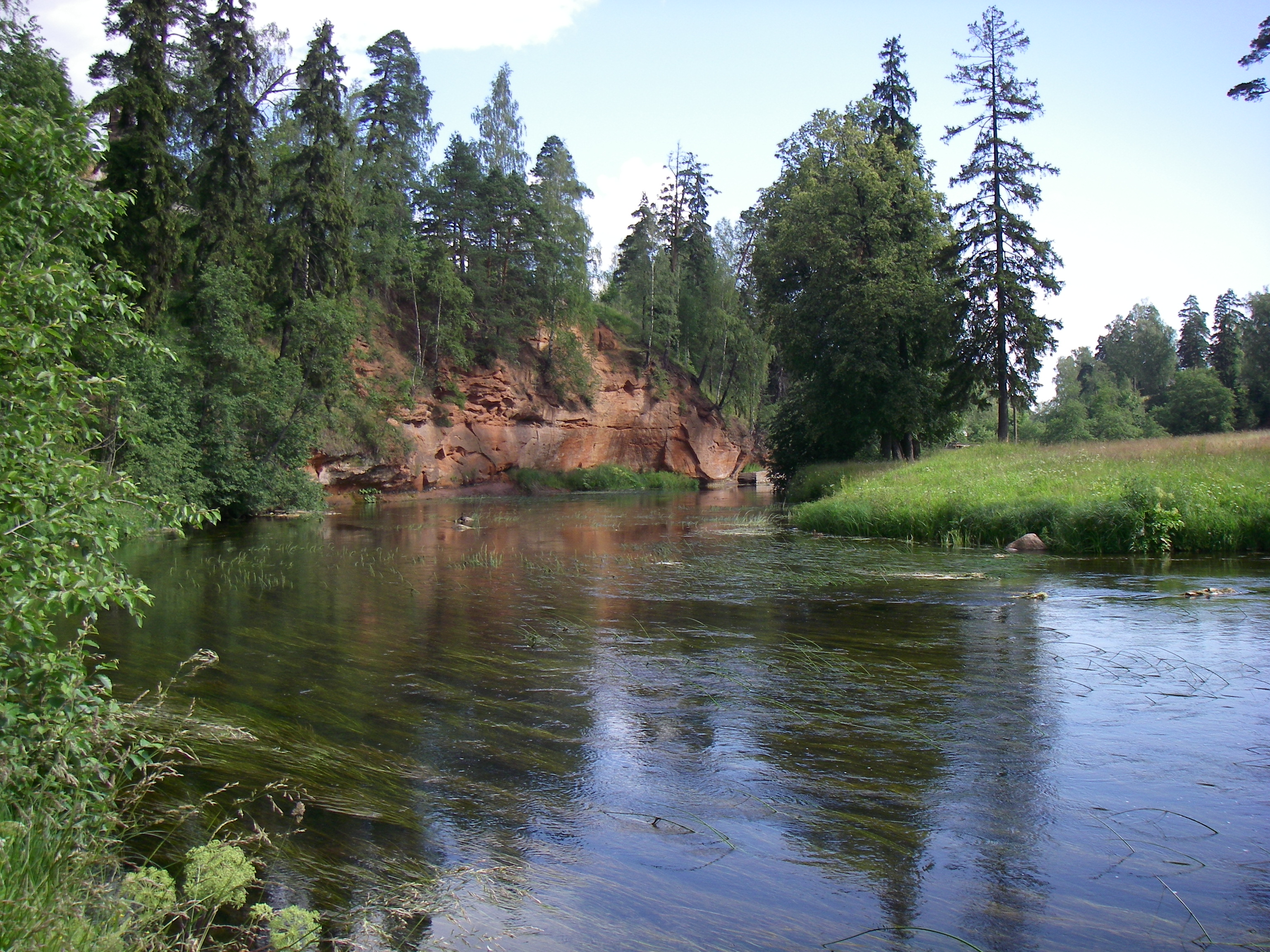
L'Oredej près de Siversky.

L'oblast couvre une superficie de 83 908 km2,, soit 0,5 % de la superficie de la fédération de Russie. Les eaux du Ladoga et de l'Onega représentent 10 068 km2 du territoire. Au nord, il borde la Finlande et la république de Carélie, à l'est l'oblast de Vologda, au sud-est l'oblast de Novgorod, au sud l'oblast de Pskov et au sud-ouest l'Estonie. L'oblast est baigné par les eaux du golfe de Finlande de la mer Baltique. La ville de Saint-Pétersbourg est enclavée dans sa partie centre-ouest,,. La longueur totale des frontières terrestres de l'oblast est de 2 440 km. 
Le territoire de la région s'étend sur 440 km d'ouest en est ainsi que de 100 à 325 km du nord au sud. L'oblast de Léningrad est situé autour du golfe de Finlande et au sud de deux grands lacs d'eau douce, le lac Ladoga et le lac Onega.
L'oblast comprend l'isthme de Carélie et certaines îles, dont Hogland dans le golfe de Finlande et Konevets (en) dans le lac Ladoga.

### Hydrographie
Les plans d'eau, mis à part le golfe de Finlande et Ladoga, occupent plus de 13 % du territoire. Il s'agit de plus de d'une longueur totale de plus de 50 000 km. La plus grande surface occupée par la surface de l'eau se trouve dans les raïons de Priozersk (14 %) et de Vyborg (7 %) et la plus petite (environ 0,6 %) dans les raïons de Volossovo et de Tosno. La région possède par ailleurs de très nombreux marécages, les zones marécageuses représentant près de 15 % du territoire de l'oblast. 
L'oblast compte 25 000 cours d'eau d'une longueur totale de plus de 50 000 km. Les petits ruisseaux de moins de 10 km de long représentent à eux seuls environ 90 % du total. Les cours d'eau de la partie ouest de l'oblast se jettent dans le golfe de Finlande; les deux plus grands fleuves sont le Louga et le Narva, qui forment la frontière entre la Russie et l'Estonie. Les autres grands fleuves et rivières sont l'Oïat, le Sias, la Pacha, la Volkhov, la Svir, l'Oredej et la Vuoksa. Une grande partie de la superficie de l'oblast appartient au bassin versant du fleuve Neva, qui est le seul exutoire du lac Ladoga. Le Neva, qui se jette dans le golfe de Finlande (la ville de Saint-Pétersbourg est située dans embouchure) est relativement court, mais son bassin versant est très vaste, comprenant le lac Onega et le lac Ilmen.
Les rivières Svir et Volkhov coulent du lac Onega et du lac Ilmen, respectivement, au lac Ladoga.
Les autres principaux affluents du lac Ladoga sont la Vuoksi et la Sias.
L'oblast compte plus de 41 600 lacs, le plus grand 'entre eux étant le lac Ladoga, qui est aussi le plus grand lac d'Europe, avec une superficie de plus de 18 000 km2.

### Climat
Le climat est tempéré froid, dans une transition du maritime au continental. Le climat se caractérise par des étés frais, avec des températures moyennes en juillet de +16 à +18 °C et des hivers modérément froids. Les températures moyennes en janvier varient de −6 °C dans l'ouest à −11 °C dans sa partie orientale, et les dégels sont fréquents. Le mois le plus froid est février, avec une température moyenne aux alentours de −8 – −8,5 °C. Des gelées tardives peuvent avoir lieu jusqu'à la mi-juin, et peuvent commencer dès la mi-août. Habituellement, les températures moyennes deviennent négatives fin novembre.
Les températures moyennes annuelles sont toutes positives, et varient de +2,7 °C dans le nord-est à +5,5 °C dans l'ouest. La partie occidentale bénéficie du golfe de Finlande pour ses températures plus clémentes que la partie orientale,. Les précipitations annuelles sont de l'ordre de 550 à 650 mm en moyenne, mais certaines crêtes ont des précipitations plus importantes (Lembolovskaïa, Tivkhine, des Vespes), avec sur les monts Lembolovskaïa (dans la partie occidentale) des précipitations dépassant les 850 mm annuellement. La couverture neigeuse dure entre 127 jours à l'ouest et 160 jours au nord-est. Elle apparaît à l'ouest début décembre, tandis qu'elle apparaît dès la fin octobre pour le nord-est de l'oblast. Elle disparaît à la fin mars dans l'ouest de l'oblast, et à la mi-avril pour le nord-ouest.

### Relief
L'oblast est dans l'ensemble plat, les hauteurs ne dépassent pour la plupart des cas pas les 100 mètres. Mais il n'est pas non plus homogène, avec des zones de collines entre 100 et 200 m, tels que les monts Lembolovskaïa ou le plateau central de l'isthme de Carélie. Au sud du golde de Finlande se trouve le plateau d'Ijora, et sur l'isthme Onega-Laoga s'étend le plateau d'Olonetsk. Dans l'est de la région s'étend les monts Tivkhine et Vepses, avec dans cette dernière le point culminant, le Gapselga, haut de 291 mètres,.

### Géologie
D'un point de vue géologique, le territoire de la région est situé à la jonction du monoclinal Baltique-Ladoga du bouclier russe et du bouclier baltique. La grande majorité du territoire appartient à ce monoclinal, et le nord de l'isthme de Carélie et le sud-ouest de l'Onega appartiennent eux au bouclier baltique. Ce bouclier dans ces zones est composé de roches métamorphiques et magmatiques du début du Protérozoïque. Au contraire, le bouclier baltique est composé de roches sédiemntaires plus jeunes. Le bouclier baltique a été formé il y a plus de 600 millions d'années à la suite de puissantes éruptions volcaniques, ce qui explique les sols riches en granites et autres sédiments. 
Ces deux ensembles sont recouverts par des formations quaternaires atteignant 220 m d'épaisseur qui sont réparties sur presque tout le territoire de la région. L'épaisseur maximale des sédiments quaternaires de 70 à 220 m est confinée aux anciennes vallées et aux grands bassins. Au contraire, l'épaisseur ne va que de 5 à 30 m pour les plateaux d'Ijora et de Volkhov, le nord de l'isthme de Carélie et les plaines.

## Urbanisme

### Occupation des sols
Au 1er janvier 2023, la structure du fonds foncier de l'oblast de Léningrad est dominée par le fonds forestier, qui représente 56,65 % de la superficie totale, et par les des terres agricoles, avec 20,27 %. La part des terres dans les localités représente seulement 2,85%. La répartion des terres est, selon les catégories du code foncier russe, la suivante:
| Répartition                                  | 2023 (mille ha) | 2023 (%) |
| -------------------------------------------- | --------------- | -------- |
| Terres agricoles                             | 1700,4          | 20,27    |
| Terres des localités                         | 238,9           | 2,85     |
| Terres d'industrie et autres fins spéciales  | 390             | 0,46     |
| Terres de territoires et des objets protégés | 42,1            | 0,6      |
| Terres du fonds forestier                    | 4753,2          | 56,65    |
| Terres du fonds aquatique                    | 1081,3          | 12,89    |
| Terres de réserve                            | 184,9           | 2,2      |
| Total                                        | 8390,8          | 100      |

### Voies de communication et transports

#### Transport routier

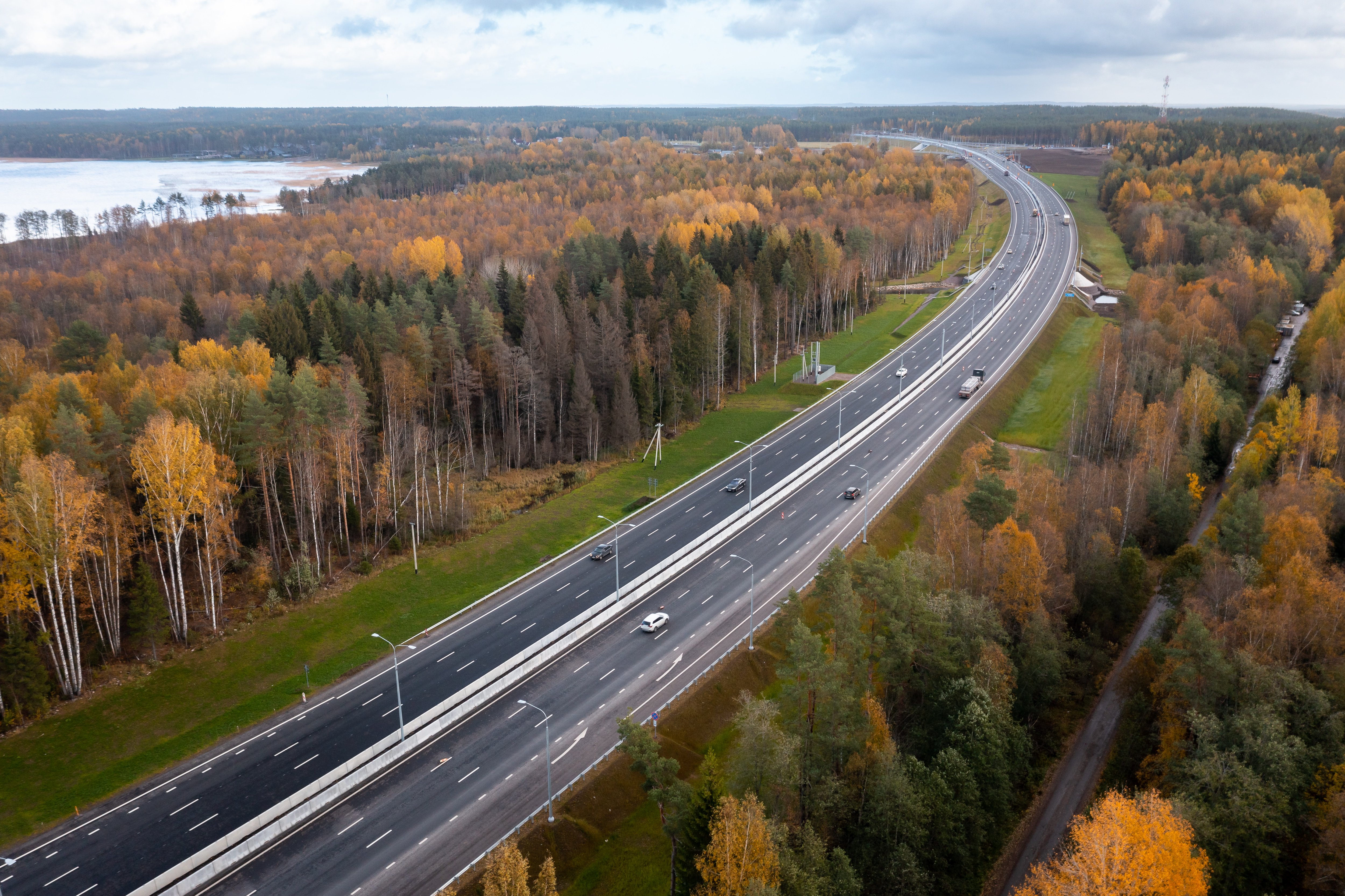
L'A181 près de Tsvelodoubovo, en direction de Saint-Pétersbourg.

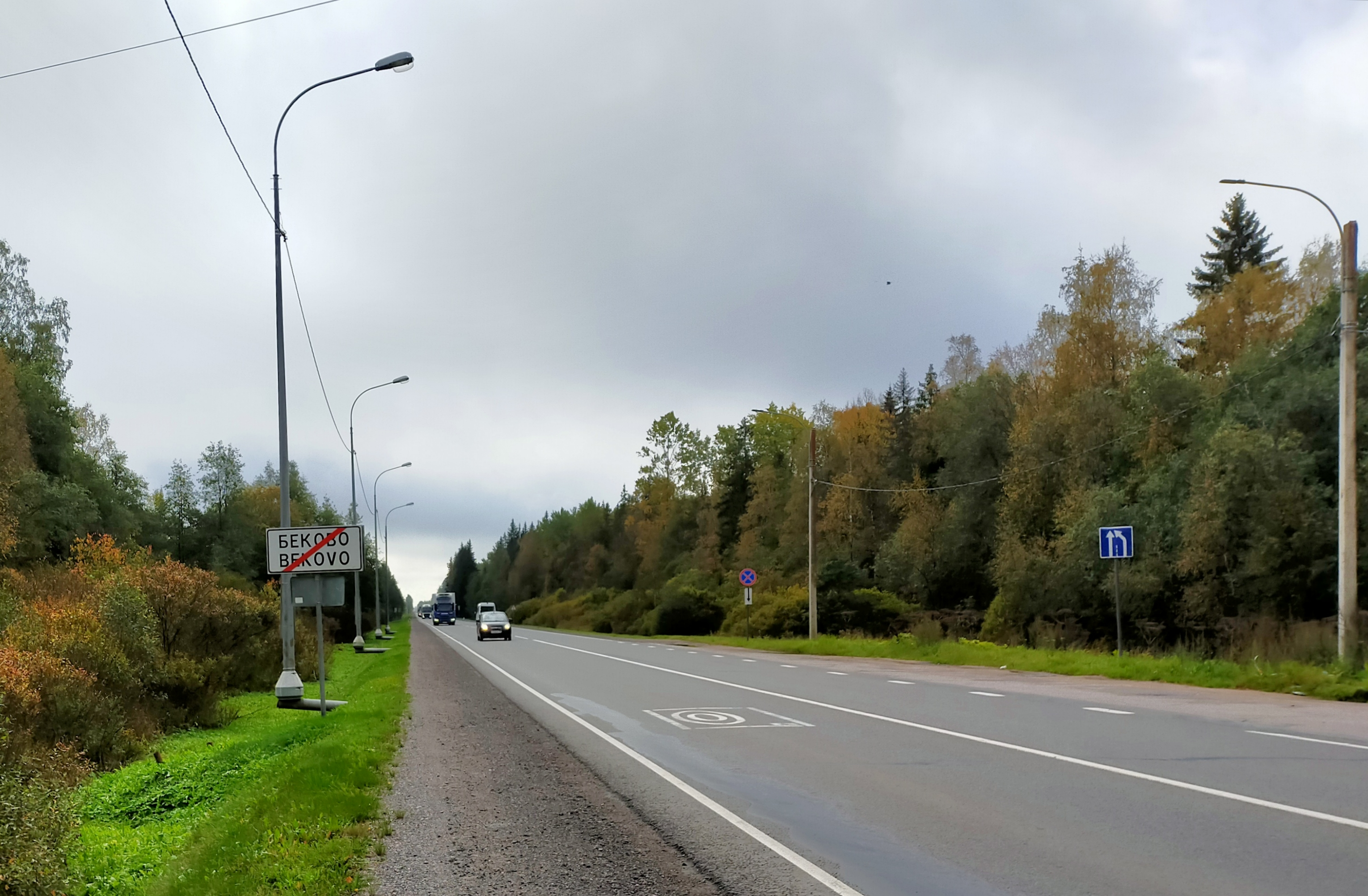
La route fédérale R23 à Bekovo dans le raïon de Louga en septembre 2023.

Au 1er décembre 2021, selon le Comité des routes de l'oblast de Léningrad, l'oblast comprend un réseau routier d'une longueur totale de 22 742,5 km. Plus de la moitié sont des routes locales totalisant 4 697 km, suivies par les routes régionales et intermunicipales avec 9 305,6 km. Arrivent enfin les routes fédérales avec une longueur totale de 1 789,6 km. De par la longueur de son réseau, l'oblast de Léningrad se classe au deuxième rang du district fédéral du Nord-Ouest, et elle est 4e du district en termes de densité du réseau routier par 1 000 km2.
La structure du réseau routier régional est en forme radial, centré sur Saint-Pétersbourg. Le réseau comprend 10 routes fédérales, et 931 routes régionales, ces routes constituant la base du réseau routier. Les routes radiales reliant la ceinture périphérique de Saint-Pétersbourg et les routes situées à différentes distances de la ville. Cette forme de réseau entraîne une forte densité des routes en banlieue de Saint-Pétersbourg, et une densité plus clairsemée dans les territoires périphiques de l'oblast de Léningrad.
Le réseau routier de l'oblast de Léningrad est presque entièrement pavée. Ainsi, la part des routes pavées de la longueur totale des routes de l'oblast est de 99 % dans l'oblast, avec une longueur totale de 22 515 km. Cette longueur a considérablement augmenté ces dernières années, avec une longueur en 2020 de routes pavées de 18 064,6 km, soit un augmentation de 4 450,4 km en un peu moins de deux ans.
Un vate réseau de routes fédérales dessert le territoire de l'oblast, connectant à la fois l'oblast à d'autres sujets de Russie, tels que Moscou, la Carélie ainsi que les oblast de Mourmansk, de Novgorod de Pskov et de Vologda, mais aussi à deux pays européens ; l'Estonie et la Finlande. L'oblast compte en tout 10 routes fédérales traversant l'oblast,. La route fédérale M10 relie Saint-Pétersbourg à Moscou via Novgorod au sud, en faisant partie de l'E105. Elle est prolongée par la route fédérale A181 vers la frontière finlandaise, vers Helsinki via la Valtatie 7, en étant partie de l'E18. Par ailleurs, la M10 est doublée depuis 2017 par l'autoroute Néva, qui relie elle aussi Moscou à Saint-Pétersbourg.
La route fédérale R21 (partie de l'E105) va de Saint-Pétersbourg à Mourmansk via Petrozavodsk, et la route fédérale A180 (partie de l'E20) relie Saint-Pétersbourg à Ivangorod et la frontière estonienne pour être prolongée par la RN1 estionienne jusqu'à Tallinn. La route fédérale R23 (partie de l'E95) relie Saint-Pétersbourg par Pskov à la frontière biélorusse, tandis que la route fédérale A114 va par Tcherepovets à Vologda. La route fédérale A121 relie Saint-Pétersbourg par Sortavala à Priaja, en longeant de la côte ouest du lac Ladoga. Il y a aussi la route fédérale A120, dit « demi-anneau sud de Saint-Pétersbourg », entre Kirovsk et Gatchina. Enfin, la route fédérale A215 relie Lodeïnoïe Pole dans l'oblast, par Vytegra et Plessetsk à Bryn-Navolok, près d'Arkhangelsk, où passe la M8. En 2021, les routes fédérales les plus empruntées par les voitures sont les routes R21, avec plus de 28 000 voitures/jour, la R23 avec près de 19 000 voitures/jour, puis la M10 avec en moyenne plus de 13 000 voitures/jour. Du côté du trafic de camions, la M10 a le plus fort trafic avec 12 959 camions par jour, suivie de la R21 avec 11 611 camions/jour.
Outre le réseau fédéral, les routes régionales et locales desservent presque toutes les diférentes zones de l'oblast. Néanmoins, environ 800 localités rurales, qui sont très éloignées des principales zones d'urbanisation, ne disposent pas de connexions routières toute l'année, ce qui représente environ 15 000 personnes, soit moins de 1 % de la population de l'oblast.

#### Transport ferroviaire

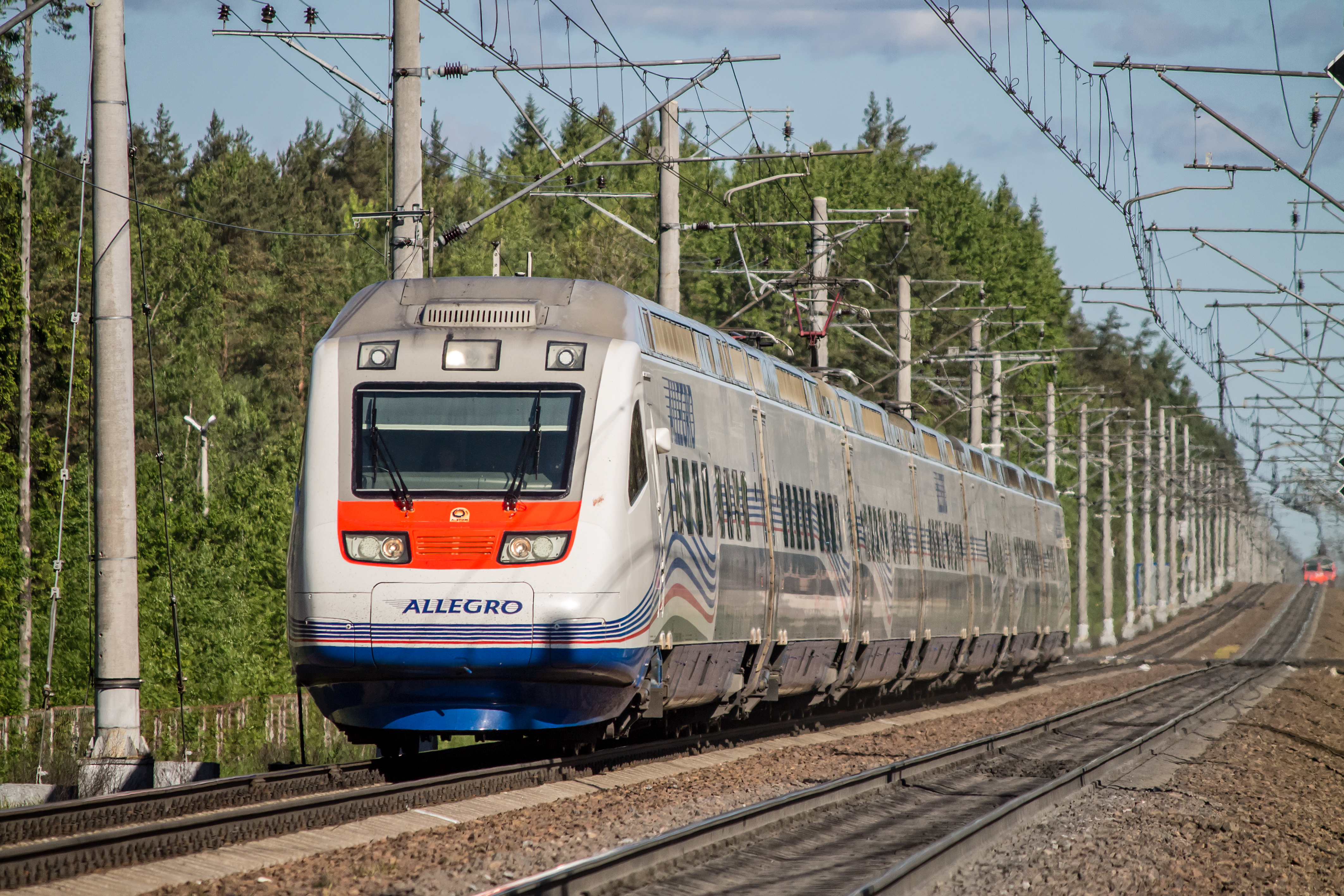
Un train à grande vitesse Allegro circulant entre Helsinki et Saint-Pétersbourg.

L'oblast de Léningrad bénéficie d'un transport ferroviaire de voyageurs et de marchandises très développé. Il existe pas moins de dix lignes ferroviaires partant de Saint-Pétersbourg qui traversent l'oblast de Léningrad,:

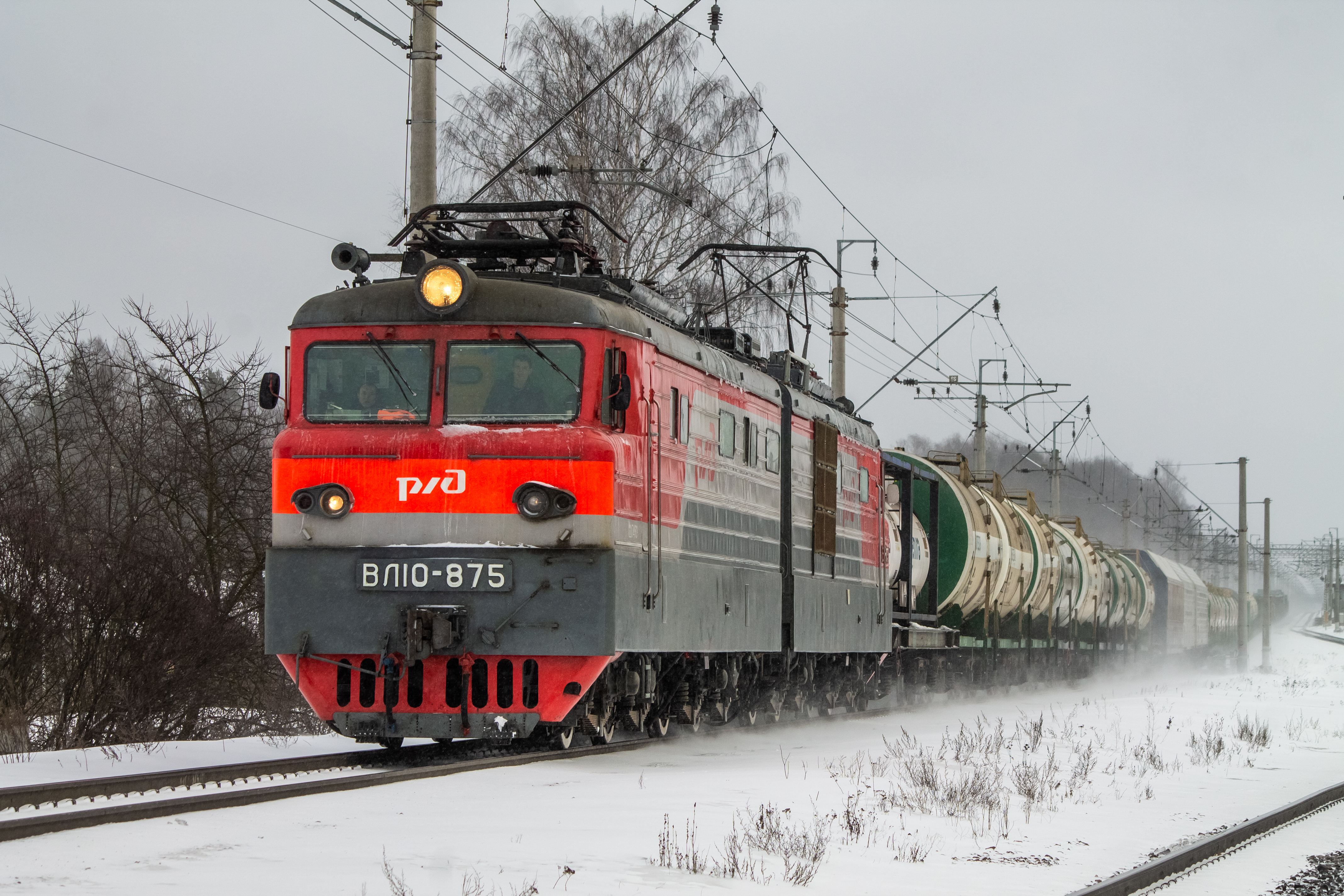
Un train de marchandise avec une locomotive VL10 entre Mga et Gory.

- la ligne de Saint-Pétersbourg à Moscou, qui fait partie du corridor paneuropéen IX et du corridor de transport international Nord-Sud ;
- la ligne de Saint-Pétersbourg à Riihimäki, qui relie la gare de Finlande à la gare centrale d'Helsinki en Finlande. Il fait partie du corridor paneuropéen IX ;
- la ligne de Saint-Pétersbourg à Vologda ;
- la ligne de Pavlovsk à Veliki Novgorod ;
- la ligne de Saint-Pétersbourg par Mga à Boudogochtch ;
- la ligne de Saint-Pétersbourg à Varsovie, qui passe par Pskov et Louga, pour rejoindre la gare Warszawa Wileńska ;
- la ligne de Saint-Pétersbourg, par Gatchina, à Ivangorod et la frontière estonienne, qui a un embranchement vers Gdov et est reliée à Oust-Louga ;
- la ligne de Saint-Pétersbourg à Vitebsk, qui va vers la Biélorussie et la ville de Vitebsk ;
- la ligne de Saint-Pétersbourg à Sortavala (direction Priozersk) ;
- la ligne de Saint-Pétersbourg, par Bolchaïa Ijora, à Oust-Louga.

Au total, l'oblast de Léningrad compte un réseau d'une longueur supérieure à 3 000 km, avec un réseau électrifié à hauteur de 30 %. La densité du réseau ferroviaire est de 32 km/1000km2, et le réseau est connecté à de nombreuses régions, telles que la Carélie, les oblasts de Pskov, de Novgorod, de Vologda, ainsi qu'à de nombreuses localités industrielles et des ports de l'oblast.
Le réseau ferroviaire est exploité par les Chemins de fer d'Octobre, une branche des chemins de fer russes (RJD), et ces chemins de fer assurent aussi le transport de passager,. Le transport de marchandise est lui assuré aussi par les Chemins de fer d'Octobre, mais de plus par d'autres filiales des RJD, avec la First Freight Company, la TransContainer et la Refservice. Des entreprises privées exploitent aussi le transport de marchandise et sont propriétaires d'une partie du matérial roulant. Le chiffre d'affaires du fret est supérieur à 100 millions de tonnes/an.

#### Transport aérien
L'oblast de Leningrad compte des aérodromes. Des vols réguliers et internationaux sont assurés exclusivement depuis l'aéroport de Poulkovo à Saint-Pétersbourg.

#### Transport fluvial et maritime

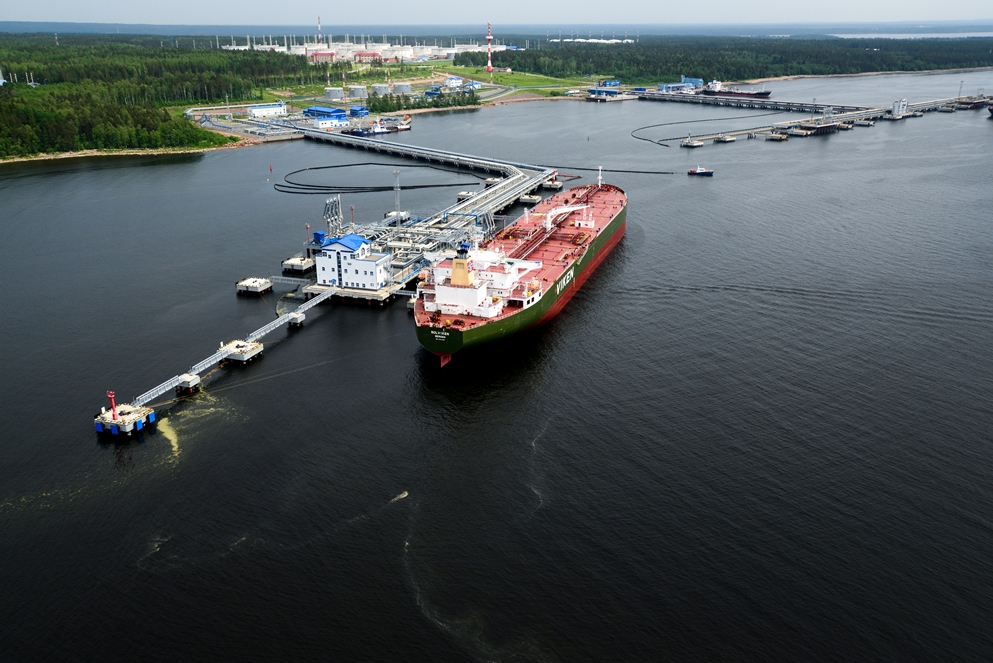
Un quai du port de Primorsk avec un tanker.

L'oblast de Léningrad possède une longueur totale de voies navigables de 1 850,7 km, dont 1 193,7 km qui permettent le passage de navire de grand gabarits. Le Louga, la Svir, la Volkhov et le Neva sont navigables et très utilisés pour le transport de marchandises. Le canal de l'Onega, partagé avec l'oblast de Vologda, sert de contournement du lac Onega par le sud.
De même, le canal du Ladoga, reliant la Svir et le Neva, contourne le lac Ladoga par l'Est.
Ces canaux font partie de la voie navigable Volga-Baltique, lui assurant un important rôle de hub logistique. Le canal Saimaa reliant le lac Saimaa en Finlande au golfe de Finlande en traversant l'oblast de Léningrad, a un statut spécial et est utilisé pour le transport de passagers.
Le transport fluvial de passager est principalement utilisé pour acheminer et transporter biens et personnes vers les territoires insulaires. Les traversée en ferry sur la rivière Svir jusqu'au village de Voznessenié (commune de Voznessenié) et vers l'île de Konevets sur le Ladoga sont celles les plus fréquentées. Sinon, il y a des itinéraires vers les îles Orekhvoy, le musée de la forteresse d'Oreshek, vers le monastère de Valaam en Carélie. Par ailleurs, des itinéaires de croisières fluviales traversent l'oblast, pour naviguer vers Moscou, Saint-Pétersbourg, Valaam, Kiji, ou encore Petrozavodsk entre autres. En tout, le trafic de passagers aux ports fluviaux de l'oblast s'est élevé à 519,5 mille personnes en 2021.
Les ports d'Oust-Louga, Vyborg, Vyssotsk et Primorsk sont les principaux terminaux maritimes du golfe de Finlande, et ils ont tous un statut de port d'importance fédérale. En 20 ans, le volume de marchandises manutentionnées a été multiplié par plus de 45 fois, pour atteindre 186 millions de tonnes en 2021, grâce, entre autres, à la mise en service de nouveaux terminaux. Le volume de manutention des ports de l'oblast était de 198 509,7 milliers de tonnes en 2022, soit une augmentation de 106,8 % par rapport à 2021.

## Histoire

### Le territoire avant la Russie impériale
Le territoire de l'actuel oblast de Léningrad a été peuplé peu de temps après la fin de la glaciation vistulienne et abrite aujourd'hui de nombreux vestiges archéologiques,,.
La route commerciale de la Volga et la route commerciale des Varègues aux Grecs traversaient le territoire.
Fondée aux VIIIe – IXe siècles, Staraïa Ladoga, la première capitale du légendaire Riourik, est située à l'est de l'oblast, au bord de la rivière Volkhov.
Aux XIIe – XVe siècles, le territoire est divisé entre le royaume de Suède et la république de Novgorod (voir guerres novgorodo-suédoises) et peuplé principalement de divers Finnois de la Baltique tels que les Caréliens (nord-ouest), les Ingriens et les Votes (ouest), les Vepses (à l'est), ainsi que les Slaves de Novgorod (sud).
Pendant les guerres russo-suédoises des XVe – XVIIe siècles, la frontière a fait des allers-retours sur le territoire.

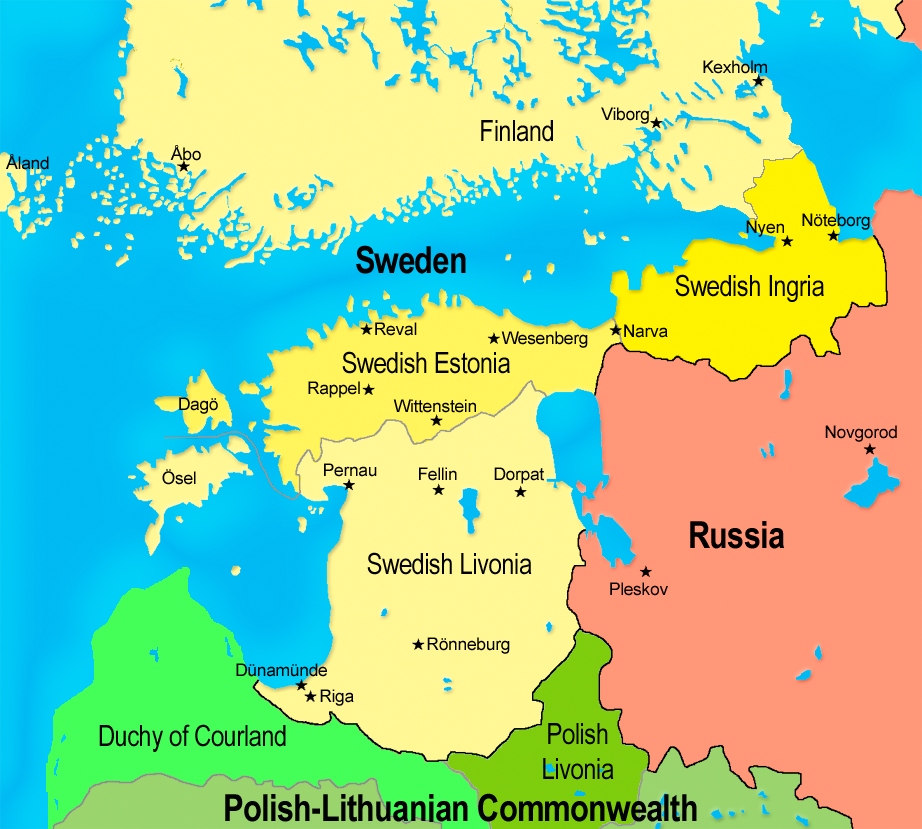
Au XVIIe siècle, le territoire de l'oblast de Léningrad actuel faisait partie de l'empire suédois

La partie centrale du territoire est connue comme la région historique d'Ingrie.
Au XVIIe siècle, après que la majeure partie du territoire actuel de l'oblast de Léningrad a été prise par la Suède avec le traité de Stolbovo de 1617, elle subit un afflux important de population luthérienne de la Carélie finlandaise (qui comprenait l'isthme de Carélie, la partie nord-ouest de l'actuel oblast de Léningrad) et de la Savonie.
Ayant fait face à la pression religieuse des pasteurs luthériens et des autorités suédoises, la population orthodoxe locale d'ascendance russe et finnoise a massivement fui l'Ingrie vers les provinces russes voisines, de sorte que les Finnois d'Ingrie sont rapidement devenus le groupe ethnique dominant.

### De 1700 à 1927
Pendant la Grande Guerre du Nord (1700-1721), le territoire de l'actuel oblast de Léningrad a été pris à la Suède par la Russie de Pierre le Grand, qui a fondé Saint-Pétersbourg au milieu du territoire en 1703, qui est rapidement devenue la capitale de l'Empire russe.
En 1708, la majeure partie du territoire a été organisée en Gouvernement d'Ingermanland avec le gouverneur général Alexandre Danilovitch Menchikov.
Il est rebaptisé gouvernement de Saint-Pétersbourg en 1710 (les frontières de ce gouvernement, cependant, différaient très sensiblement de celles de l'oblast actuel et comprenaient une grande partie des zones des oblasts actuels de Novgorod, Pskov et Vologda). En 1721, les concessions territoriales de la Suède sont confirmées par le traité de Nystad.
En 1719-1810, le canal du Ladoga est creusé entre la rivière Svir et le fleuve Neva dans le cadre de la voie navigable Volga-Baltique pour contourner les eaux tumultueuses du lac Ladoga.
Depuis l'avènement du transport ferroviaire à la fin du XIXe siècle, les zones proches de Saint-Pétersbourg étaient des destinations estivales populaires (datchas) pour ses habitants. Cependant, alors que Saint-Pétersbourg elle-même était peuplée principalement de Russes dès le début, ce n'est qu'au XXe siècle que sa population environnante a été russifiée.
En 1914, au début de la Première Guerre mondiale, Saint-Pétersbourg est rebaptisée Petrograd et le gouvernement est renommé en conséquence gouvernement de Petrograd.

### Période soviétique

#### De 1918 à 1927
En 1918, après la révolution russe, la capitale est transférée de Petrograd à Moscou, plus éloignée des frontières du pays.
En 1919, pendant la guerre civile russe, l'armée blanche du nord-ouest venant d'Estonie et dirigée par Nikolaï Ioudenitch tente de capturer Petrograd et réussit à atteindre sa périphérie sud, mais l'attaque contre l'Armée rouge dirigée par Léon Trotsky échouera et Nikolaï Ioudenitch doit se retirer.
La frontière avec l'Estonie est établie dans le traité russo-estonien de Tartu de 1920.
Les Finlandais ingriens du nord de l'Ingrie, soutenus par la Finlande, tenteront de faire sécession en 1918-1920, mais sont réincorporés avec le traité russo-finlandais de Tartu, qui a fixé la frontière entre la Finlande et la Russie soviétique.
En 1924, Petrograd est rebaptisée Léningrad et le gouvernement de Petrograd devient le gouvernement de Léningrad.

#### Création de l'oblast et années 1930
L'oblast de Léningrad est créé le 1er août 1927, par les résolutions du Comité exécutif central panrusse intitulées Sur la création de l'oblast de Léningrad et Sur les frontières et la composition des Okrougs de l'oblast de Léningrad en fusionnant Cherepovets, Leningrad, et les gouvernements de Mourmansk, Novgorod et Pskov.
Le territoire de l'oblast correspondait aux territoires modernes de l'actuel oblast de Leningrad (à l'exception de l'isthme de Carélie et des territoires le long de la frontière avec l'Estonie), de l'oblast de Novgorod, de l'oblast de Pskov, de parties de l'oblast de Vologda, la plupart de l'oblast de Mourmansk, et la ville fédérale de Saint-Pétersbourg.
La superficie totale de l'oblast était de 360 400 kilomètres carrés plus de quatre fois plus grande que l'entité moderne,.
Progressivement, des régions de l'oblast de Léningrad se séparent, avec la sécession de l'okroug de Velikié Louki en 1929, de celui de Tcherepovets en 1937, puis de l'okroug de Mourmansk en 1938. Par ailleurs le 3 décembre 1931, la ville de Léningrad est séparée de l'oblast.
À l'automne 1934, la zone frontalière interdite le long de la frontière ouest de l'Union soviétique est établie, où personne ne peut accéder sans autorisation spéciale donnée par le NKVD.
au départ, la zone n'a que 7,5 km de profondeur, mais le long de la frontière estonienne, elle s'étend jusqu'à 90 km.
La zone devait être nettoyée des populations finnoises et des autres personnes considérés comme « politiquement peu fiables » par le régime,.
À partir de 1929, les autorités soviétiques ont procédé à des déportations massives à l'est des Finnois d'Ingrie de l'oblast, qui constituait la majorité dans de nombreuses localités rurales jusqu'au début du siècle, en les remplaçant par des personnes venant d'autres parties de l'Union soviétique.

#### Guerres (1939-1945) et années 1940
Le 30 novembre 1939, l'Union soviétique déclenche la guerre d'Hiver contre la Finlande voisine et, par le traité de paix de Moscou en 1940, elle gagne des territoires, dont l'isthme de Carélie.
La population carélienne de ces territoires est évacuée à la hâte vers l'intérieur de la Finlande puis sera remplacée par des personnes d'autres parties de l'Union soviétique.
Une petite partie du territoire (les municipalités de Kanneljärvi (fi), Koivisto et Rautu) a été incorporée à l'oblast de Léningrad, le reste étant inclus dans la République socialiste soviétique carélo-finnoise.
En 1941, l'Allemagne envahit l'Union soviétique dans le cadre de l'opération Barbarossa, et peu de temps après, le territoire sera le site du siège de Léningrad.
La Wehrmacht conquiert la partie sud-ouest de l'oblast et atteint Tikhvine à l'est, tandis que les troupes finlandaises reprennent rapidement les territoires cédés lors de la guerre de Continuation, encerclant Léningrad depuis la terre.
Cette fois, les territoires nouvellement acquis sur l'isthme de Carélie sont incorporés dans l'oblast de Léningrad (raïon de Vyborg et raïon de Priozersk). En 1947, ces gains territoriaux seront confirmés par le traité de Paris.
L'oblast de Novgorod et l'oblast de Pskov ont été formés à partir des parties sud de l'oblast de Léningrad en 1944.
En janvier 1945, une petite partie de la RSS d'Estonie à l'est du fleuve Narva avec la ville de Jaanilinn (aujourd'hui Ivangorod) a été transférée à la RSFS de Russie et incorporé à l'oblast de Léningrad. Depuis lors, le territoire de l'oblast de Léningrad n'a pas changé de manière significative, bien que certaines banlieues de Léningrad (aujourd'hui Saint-Pétersbourg) aient été retirées de l'oblast et incorporées à la ville.
Par ailleurs en 1944, la Charte de l'oblast de Léningrad est adoptée.
En octobre 1946, Léningrad gagne des anciens territoires finlandais le long de la côte nord du golfe de Finlande formant en district de Sestroretsky et district de Kurortny dont la ville de Terijoki.

### Depuis la fin de l'URSS
Après un référendum en 1991, la ville de Léningrad a été renommée par décret du Présidium du Conseil suprême le 6 septembre 1991 Saint-Pétersbourg, mais l'oblast de Léningrad a conservé son nom,.
Le sujet avait un cas spécial en Russie, sa capitale se situant depuis 1930 hors du sujet, car la capitale était Saint-Pétersbourg. Mais conformément aux modifications apportées par la loi de l'oblast du 5 avril 2021 à la Charte de l'oblast, Gatchina a reçu les institutions régionales,, et cette dernière a officiellement reçu le titre de capitale de l'oblast le 3 avril 2023.

## Politique et administration

### Administration
Conformément au décret du président de la RSFSR du 22 août 1991 no 75 « Sur certaines questions relatives aux activités des autorités exécutives dans la RSFSR », l'administration de l'oblast Léningrad a été créée. En 1994, la Charte de l'oblast de Léningrad a été adopté pour régir son fonctionnement.
Les institutions de l'oblast sont pour la plupart à Gatchina depuis 2021, et la ville a reçu le titre de capitale en 2023. Néanmoins, certaines institutions de l'oblast sont restées à Saint-Pétersbourg,.
L'oblast est dirigé par un gouverneur élu. Depuis le 30 septembre 2015, la fonction est occupée par Alexandre Drozdenko, membre du parti Russie unie.
Il y a aussi l'assemblée législative de l'oblast de Léningrad.
| Identité                                                               | Période     | Période | Durée | Étiquette |
| Identité                                                               | Début       | Fin     | Durée | Étiquette |
| ---------------------------------------------------------------------- | ----------- | ------- | ----- | --------- |
| Alexandre Drozdenko (en) (ru) Александр Юрьевич Дрозденко (né en 1964) | 28 mai 2012 |         |       |           |

### Résultats électoraux
| Scrutin | 1er tour | 1er tour | 1er tour | 1er tour | 1er tour | 1er tour | 1er tour | 1er tour | 1er tour | 1er tour | 1er tour | 1er tour | 2d tour                  | 2d tour                  | 2d tour                  | 2d tour                  | 2d tour                  | 2d tour                  | 2d tour                  | 2d tour                  |
| Scrutin | 1er      | 1er      | %        | 2e       | 2e       | %        | 3e       | 3e       | %        | 4e       | 4e       | %        | 1er                      | %                        | 2e                       | %                        | 3e                       | %                        | 4e                       | %                        |
| --- | -------- | -------- | -------- | -------- | -------- | -------- | -------- | -------- | -------- | -------- | -------- | -------- | ------------------------ | ------------------------ | ------------------------ | ------------------------ | ------------------------ | ------------------------ | ------------------------ | ------------------------ |
| Présidentielle 2012 |          | ER       | 61.90    |          | KPRF     | 14.18    |          | SE       | 9,98     |          | LDPR     | 6,77     | Victoire au premier tour | Victoire au premier tour | Victoire au premier tour | Victoire au premier tour | Victoire au premier tour | Victoire au premier tour | Victoire au premier tour | Victoire au premier tour |
| Gouvernorale 2015 |          | ER       | 82,10    |          | KPRF     | 6,98     |          | LDPR     | 4,17     |          | SRZP     | 3,02     | Victoire au premier tour | Victoire au premier tour | Victoire au premier tour | Victoire au premier tour | Victoire au premier tour | Victoire au premier tour | Victoire au premier tour | Victoire au premier tour |
| Législative régionale 2016 |          | ER       | 51.25    |          | LDPR     | 14.65    |          | SRZP     | 12.79    |          | KPRF     | 12.49    | Tour unique              | Tour unique              | Tour unique              | Tour unique              | Tour unique              | Tour unique              | Tour unique              | Tour unique              |
| Présidentielle 2018 |          | ER       | 79.01    |          | KPRF     | 8.82     |          | LDPR     | 5,44     |          | GRANI    | 2,10     | Victoire au premier tour | Victoire au premier tour | Victoire au premier tour | Victoire au premier tour | Victoire au premier tour | Victoire au premier tour | Victoire au premier tour | Victoire au premier tour |
| Gouvernorale 2020 |          | ER       | 83,61    |          | LDPR     | 7,31     |          | SRZP     | 4,57     |          | GP       | 3,06     | Victoire au premier tour | Victoire au premier tour | Victoire au premier tour | Victoire au premier tour | Victoire au premier tour | Victoire au premier tour | Victoire au premier tour | Victoire au premier tour |
| Législative 2021 |          | ER       | 43,08    |          | KPRF     | 18,41    |          | SRZP     | 9,76     |          | LDPR     | 8,34     | Tour unique              | Tour unique              | Tour unique              | Tour unique              | Tour unique              | Tour unique              | Tour unique              | Tour unique              |
| Législative régionale 2021 |          | ER       | 46.37    |          | KPRF     | 20.70    |          | SRZP     | 15.20    |          | LDPR     | 10.60    | Tour unique              | Tour unique              | Tour unique              | Tour unique              | Tour unique              | Tour unique              | Tour unique              | Tour unique              |
| Présidentielle 2024 |          | ER       | 86.36    |          | KPRF     | 4,78     |          | NL       | 3.99     |          | LDPR     | 2,95     | Victoire au premier tour | Victoire au premier tour | Victoire au premier tour | Victoire au premier tour | Victoire au premier tour | Victoire au premier tour | Victoire au premier tour | Victoire au premier tour |
| Ces chiffres de la Commission électorale centrale sont donnés à titre indicatif. Les élections ne sont pas considérées comme libres, pluralistes et justes en Russie,. |          |          |          |          |          |          |          |          |          |          |          |          |                          |                          |                          |                          |                          |                          |                          |                          |

### Représentation fédérale
L'oblast de Leningrad est l'un des sujets de la fédération de Russie, et il est soumis aux mêmes règles que les autres sujets et doit respecter la Constitution russe de 1993. L'oblast de Leningrad forme pour les élections législatives russes les circonscriptions électorales de Vsevolojsk (no 111), de Kingissepp (no 112) et de Volkhov (no 113). Chaque circonscription élit un député à la douma d'État, qui sont respectivement pour la VIIIe législature depuis 2021 Svetlana Jourova (Russie unie), Sergueï Iakhniouk (Russie unie) et Sergueï Petrov (Russie unie).
L'oblast, comme chaque sujet, est représenté au Conseil de la fédération par deux députés. Le premier est élu par le pouvoir législatif (l'assemblée législative) de l'oblast et le représente, tandis que le second est nommé par le pouvoir exécutif (gouverneur) de l'oblast et le représente. L'assemblée et le gouvernement élisent leurs représentants lorsqu'ils prennent leurs fonctions respectives. Le représentant du gouvernement est Sergueï Perminov (Russie unie) de septembre 2020 à septembre 2025, tandis que le représentant de l'oblast est Dmitri Vassilenko (Russie unie) d'octobre 2021 à septembre 2026.

### Divisions administratives
Administrativement, au 1er janvier 2022, 205 municipalités ont été établies dans l'oblast de Léningrad : 1 okroug urbain - Sosnovy Bor, 17 raïons municipaux, qui comprennent 66 établissements urbains et 121 établissements ruraux,.
En termes de superficie, le plus grand raïon est le raïon de Podporojie (7 706 kilomètres carrés et le plus petit est le raïon de Lomonossov (1 919 kilomètres carrés). Il existe 205 municipalités sur le territoire de l'oblast de Léningrad. 

## Population

### Démographie

#### Évolution démographique

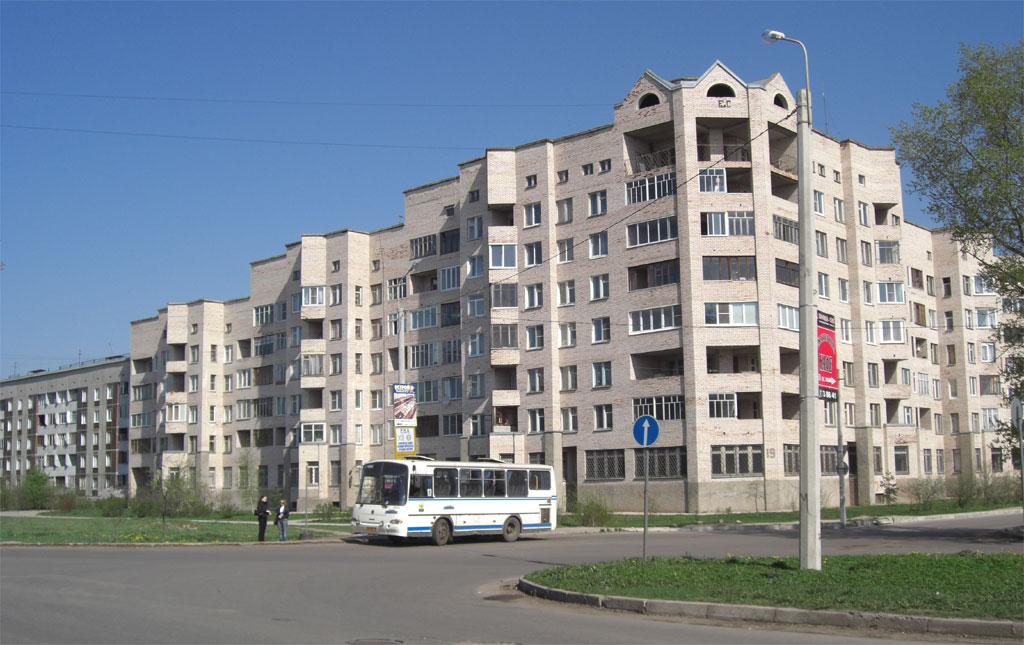
Immeuble d'habitation à Gatchina.

La région est fortement urbanisée, avec les deux tiers de la population vivant en ville, et le reste étant rural. Plus de la moitié de la population vit dans seulement un cinquième de son territoire, à savoir les zones adjacentes à Saint-Pétersbourg. Les raïons de Gatchina et de Vsevolojsk ont une densité trois fois supérieure à la moyenne régionale. Sept villes de l'oblast sont classées comme moyennes (population de plus de 50 000 habitants) : Vyborg, Gatchina, Tikhvin, Sosnovy Bor, Kirishi, Volkhov, Kingisepp. En 2016, l'espérance de vie était de 73,1 ans. 
Recensements (*) et estimations de la population,:
| 1926*     | 1941      | 1944    | 1959*     | 1970*     | 1979*     |
| --------- | --------- | ------- | --------- | --------- | --------- |
| 3 450 653 | 1 547 300 | 213 300 | 1 244 991 | 1 435 729 | 1 519 165 |

| 1989*     | 2002*     | 2010*     | 2012      | 2013      | 2014      |
| --------- | --------- | --------- | --------- | --------- | --------- |
| 1 661 173 | 1 669 205 | 1 716 868 | 1 733 907 | 1 751 135 | 1 763 924 |

| 2015      | 2016      | 2017      | 2018      | 2019      | 2020      |
| --------- | --------- | --------- | --------- | --------- | --------- |
| 1 775 540 | 1 778 857 | 1 791 916 | 1 813 816 | 1 847 867 | 1 875 872 |

| 2021*     | 2022      | 2023      | - | - | - |
| --------- | --------- | --------- | - | - | - |
| 2 000 997 | 2 006 022 | 2 023 767 | - | - | - |

#### Répartition par âge et par sexe
La population de l'oblast est dans la moyenne. Selon le recensement de 2021, le taux de personnes d'un âge inférieur à 30 ans s'élève à 28,4 %, et le taux de personnes d'un âge supérieur à 60 ans est de 24,4 %. L'âge moyen est de 42,3 ans, avec celui des hommes, qui est de 39,7 ans, en dessous de celui des femmes, qui est lui de 44,5 ans. En 2021, l'oblast comptait 940 455 hommes pour 1 060 542 femmes, soit un taux de 55,3 % de femmes.
Les pyramides des âges de l'oblast en % et en nombre d'individus s'établissent comme suit :
| Hommes | Classe d’âge | Femmes |
| ------ | ------------ | ------ |
| 0,5    | 85 et +      | 2      |
| 2,5    | 75-84        | 5,6    |
| 16     | 60-74        | 21,4   |
| 20,4   | 45-59        | 19,8   |
| 29,2   | 30-44        | 25,3   |
| 17,1   | 15-29        | 13,9   |
| 14,3   | 0-14         | 12     |

| Hommes  | Classe d’âge | Femmes  |
| ------- | ------------ | ------- |
| 5 490   | 85 et +      | 21 542  |
| 24 163  | 75-84        | 59 232  |
| 150 666 | 60-74        | 226 574 |
| 191 015 | 45-59        | 209 256 |
| 274 792 | 30-44        | 267 939 |
| 160 074 | 15-29        | 148 957 |
| 134 255 | 0-14         | 127 042 |

#### Localité les plus peuplées
| Nom         | Statut | Raïon               | Population (dernier recensement) |
| ----------- | ------ | ------------------- | -------------------------------- |
| Mourino     | ville  | Raïon de Vsevolojsk | 104 611 (2021)                   |
| Gatchina    | ville  | Raïon de Gatchina   | 92 684 (2021)                    |
| Vsevolojsk  | ville  | Raïon de Vsevolojsk | 78 849 (2021)                    |
| Vyborg      | ville  | Raïon de Vyborg     | 71 772 (2021)                    |
| Sertolovo   | ville  | Raïon de Vsevolojsk | 70 921 (2021)                    |
| Koudrovo    | ville  | Raïon de Vsevolojsk | 64 904 (2021)                    |
| Sosnovy Bor | ville  | Aucun               | 64 121 (2021)                    |
| Tikhvine    | ville  | Raïon de Tikhvine   | 54 286 (2021)                    |
| Kirichi     | ville  | Raïon de Kirichi    | 50 346 (2021)                    |
| Kingissepp  | ville  | Raïon de Kingissepp | 49 005 (2021)                    |
| Volkhov     | ville  | Raïon de Volkhov    | 37 955 (2021)                    |
| Louga       | ville  | Raïon de Louga      | 37 536 (2021)                    |
| Slantsy     | ville  | Raïon de Slantsy    | 34 113 (2021)                    |
| Tosno       | ville  | Raïon de Tosno      | 32 961 (2021)                    |
| Kirovsk     | ville  | Raïon de Kirovsk    | 27 089 (2021)                    |

### Natalité
Le premier semestre 2007, le taux de natalité est de 8,1 pour 1000

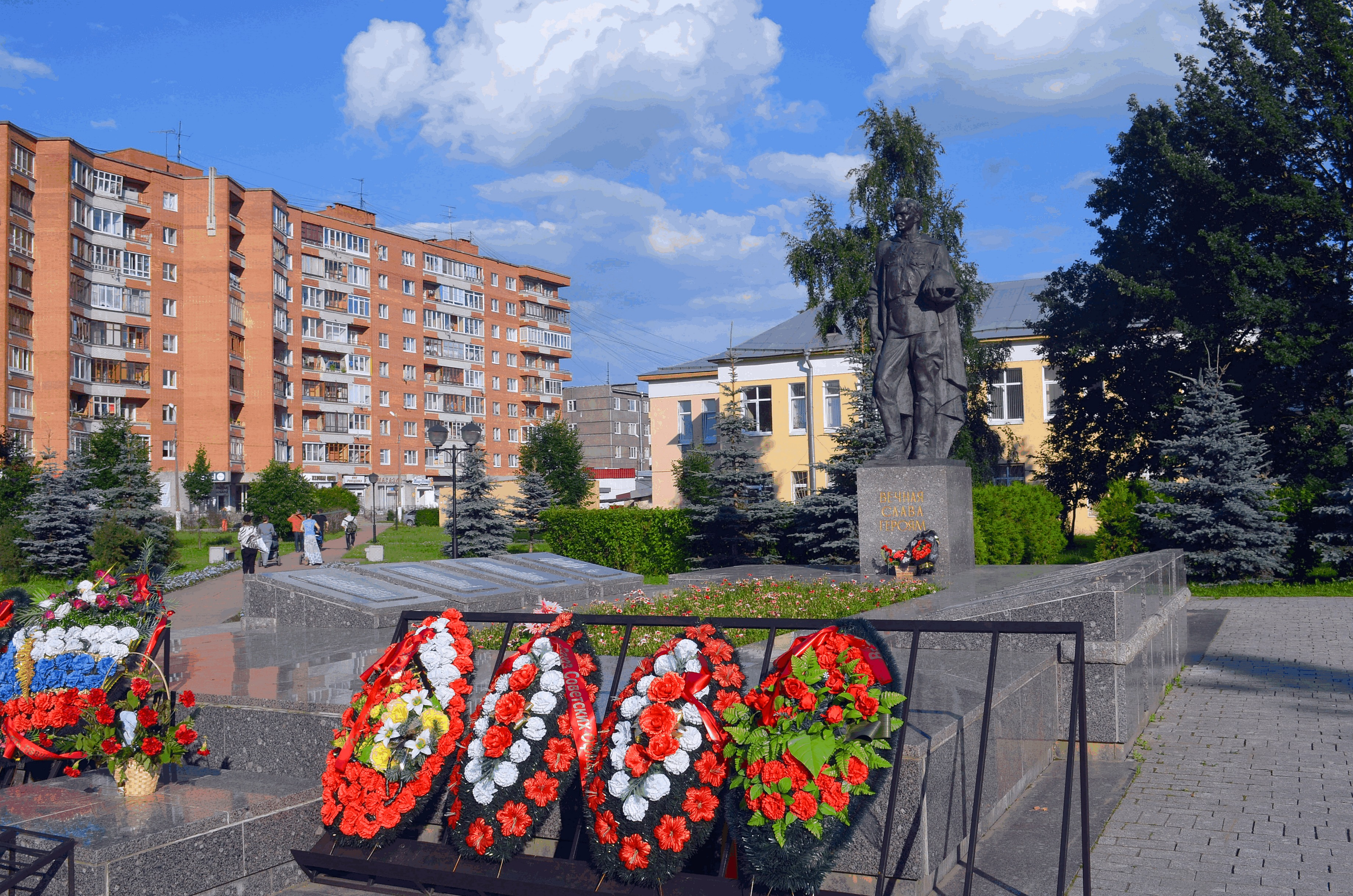
Ville de Tosno.

| Année | Fécondité | Fécondité urbaine | Fécondité rurale |
| ----- | --------- | ----------------- | ---------------- |
| 1990  | 1,66      | 1,66              | 1,67             |
| 1991  | 1,50      | 1,50              | 1,52             |
| 1992  | 1,35      | 1,32              | 1,42             |
| 1993  | 1,12      | 1,14              | 1,08             |
| 1994  | 1,17      | 1,16              | 1,18             |
| 1995  | 1,13      | 1,14              | 1,12             |
| 1996  | 1,07      | 1,05              | 1,10             |
| 1997  | 1,06      | 1,03              | 1,12             |
| 1998  | 1,04      | 1,05              | 1,03             |
| 1999  | 0,97      | 0,95              | 1,02             |
| 2000  | 1,00      | 1,01              | 0,97             |
| 2001  | 1,05      | 1,04              | 1,06             |
| 2002  | 1,11      | 1,11              | 1,12             |
| 2003  | 1,12      | 1,12              | 1,12             |
| 2004  | 1,12      | 1,11              | 1,12             |
| 2005  | 1,03      | 1,02              | 1,04             |
| 2006  | 1,01      | 1,01              | 1,03             |
| 2007  | 1,06      | 1,05              | 1,06             |
| 2008  | 1,10      | 1,09              | 1,12             |
| 2009  | 1,16      | 1,18              | 1,14             |
| 2010  | 1,17      | 1,18              | 1,14             |
| 2011  | 1,16      | 1,19              | 1,08             |
| 2012  | 1,22      | 1,26              | 1,15             |
| 2013  | 1,23      | 1,28              | 1,13             |
| 2014  | 1,28      | 1,33              | 1,19             |
| 2015  | 1,29      | 1,43              | 1,03             |
| 2016  | 1,32      | 1,49              | 1,03             |
| 2017  | 1,22      | 1,37              | 0,96             |
| 2018  | 1,12      | 1,28              | 0,89             |
| 2019  | 1,07      | 1,22              | 0,85             |

### Ethnies
L'oblast de Léningrad est principalement peuplée de Russes du point de vue ethnique d'après Rosstat. Selon le recensement de 2021, en prenant bien en compte ceux n'ayant pas répondu à la question sur l'ethnie (volontairement ou non), le pourcentage de Russes est de 82,10 %. Les ethnies suivantes sont les Ukrainiens avec 12 905 individus, soit 0,64 % de la population totale. Viennent ensuite les Ouzbeks en troisième position avec 7 797 personnes (0,39 %) et les Biélorusses en quatrième position avec 7 527 personnes. 8 918 personnes dans l'oblast ont indiqué qu'elles n'avaient pas d'ethnie, tandis que 248 151 personnes n'ont pas répondu à la question sur l'ethnie.

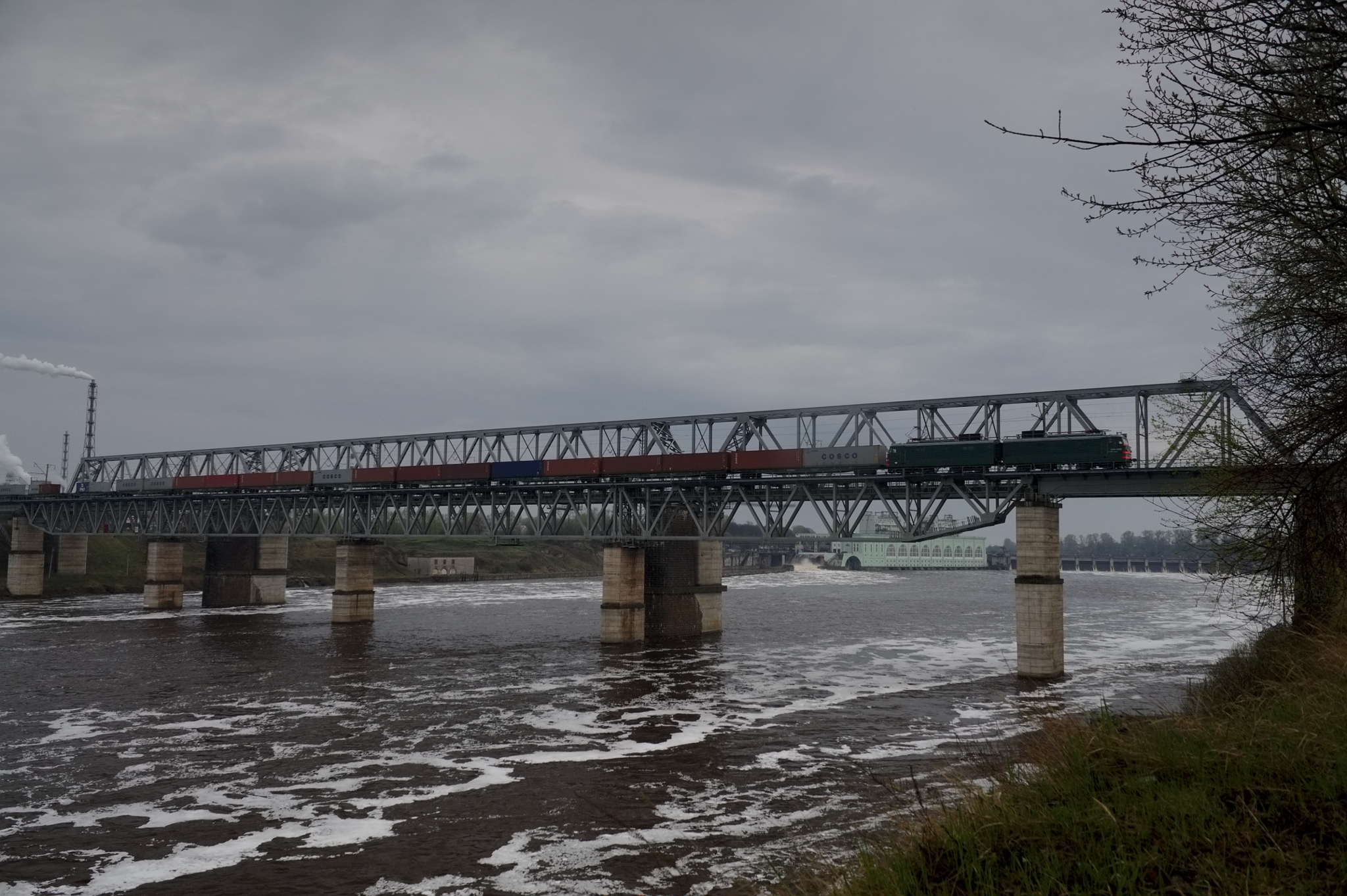
Volkhov.

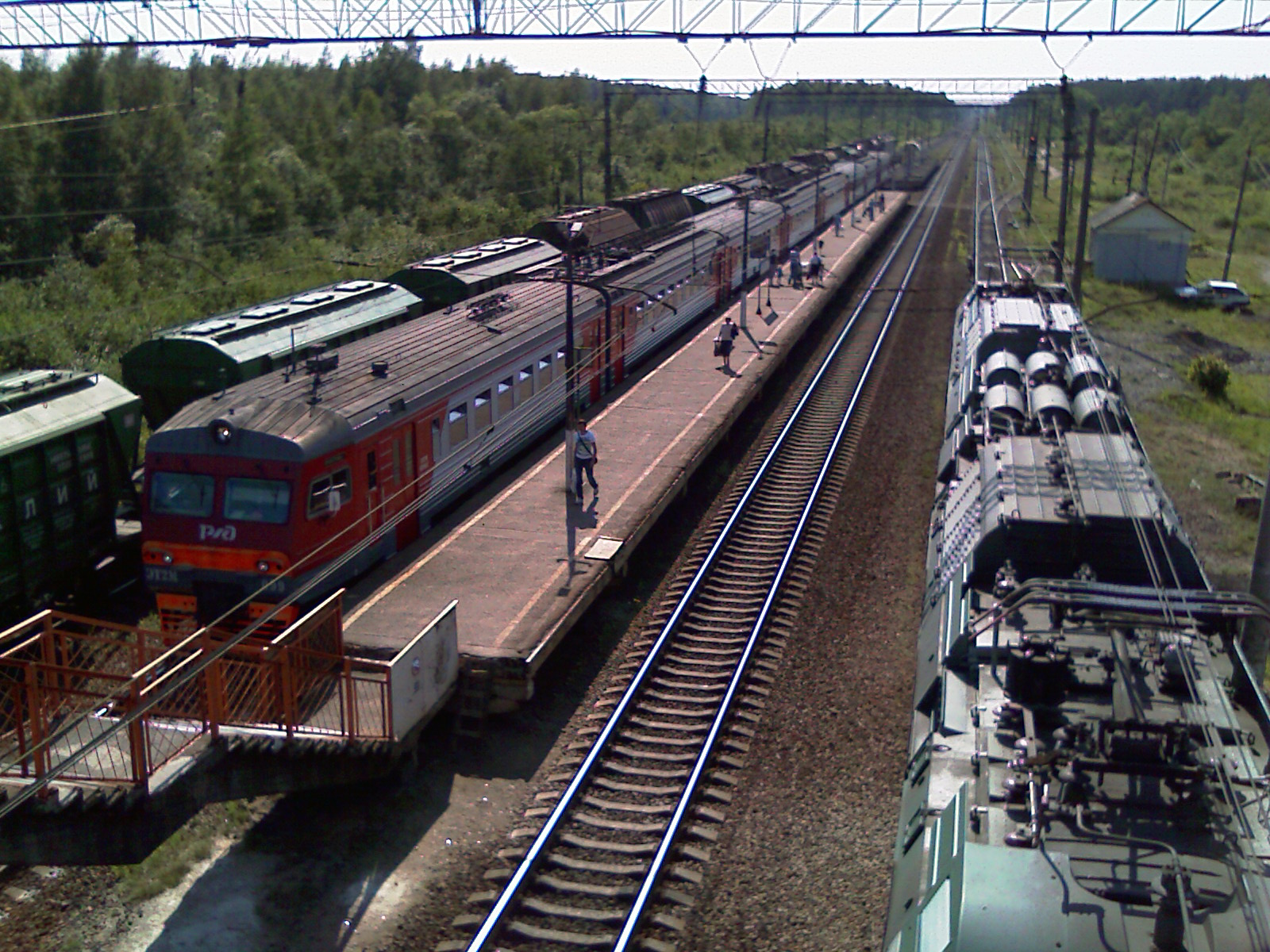
Gare d'Otradnoïe.

| Ethnie      | Nombre de personnes | %     |
| ----------- | ------------------- | ----- |
| Russes      | 1 642 897           | 82,10 |
| Ukrainiens  | 12 905              | 0,64  |
| Ouzbeks     | 7797                | 0,39  |
| Biélorusses | 7527                | 0,38  |
| Tatars      | 6805                | 0,34  |
| Arméniens   | 6182                | 0,31  |
| Tadjiks     | 4896                | 0,24  |
| Azéris      | 3814                | 0,19  |
| Kirghizes   | 2004                | 0,10  |
| Autres      | 306 170             | 15,31 |
| Total       | 2 000 997           | 100   |

## Économie
Le produit intérieur brut de l'oblast de Léningrad a dépassé 1 000 milliards de roubles en 2018, dont 36 % produit par l'industrie. Entre 2013 et 2016, la croissance des salaires a été de 128,3 %.
L'invasion de l'Ukraine par la Russie en février 2022 a entraîné d'importantes sanctions économiques contre la Russie. Selon la Direction générale du Trésor, la croissande industrielle dans la région, a augmenté d'entre 0 et 5 %, faisant de l'oblast l'une région peu affectée de Russie et du district fédéral du Nord-Ouest par les sanctions. Les investissements dans la région ont eux augmenter d'entre 10 et 20 % sur la période, faisant là aussi du sujet un des moins touchés du district fédéral et du pays par les sanctions.

### Emplois
Les emplois se répartissent dans les divers secteurs économiques comme suit :
| Répartition                                                                                     | 1980 (%) | 2020 (%) |
| ----------------------------------------------------------------------------------------------- | -------- | -------- |
| Industrie                                                                                       | 37       | 22,4     |
| Commerce (1980) / Commerce, réparation automobile et de motos (2020)                            | 7,7      | 17,9     |
| Construction                                                                                    | 8,4      | 11,8     |
| Transports et communications (198) / Transport, stockage, informatique et communications (2020) | 8,3      | 9,6      |
| Agriculture et foresterie (1980) / Agriculture, foresterie, pêche et pisciculture (2020)        | 13,5     | 8,1      |
| Autres                                                                                          | 25,1     | 30,2     |
| Total                                                                                           | 100      | 100      |

### Agricultre et agroalimentaire
Le secteur agro-industriel est très développé, et la production agricole produit 4,7 % de l'économie régionale. Elle est la première région de Russie en termes de production d'œufs, la onzième de Russie et première du district fédéral du Nord-Ouest pour la production de viande et la seizième et première place respectivement pour la production de lait.

### Énergie

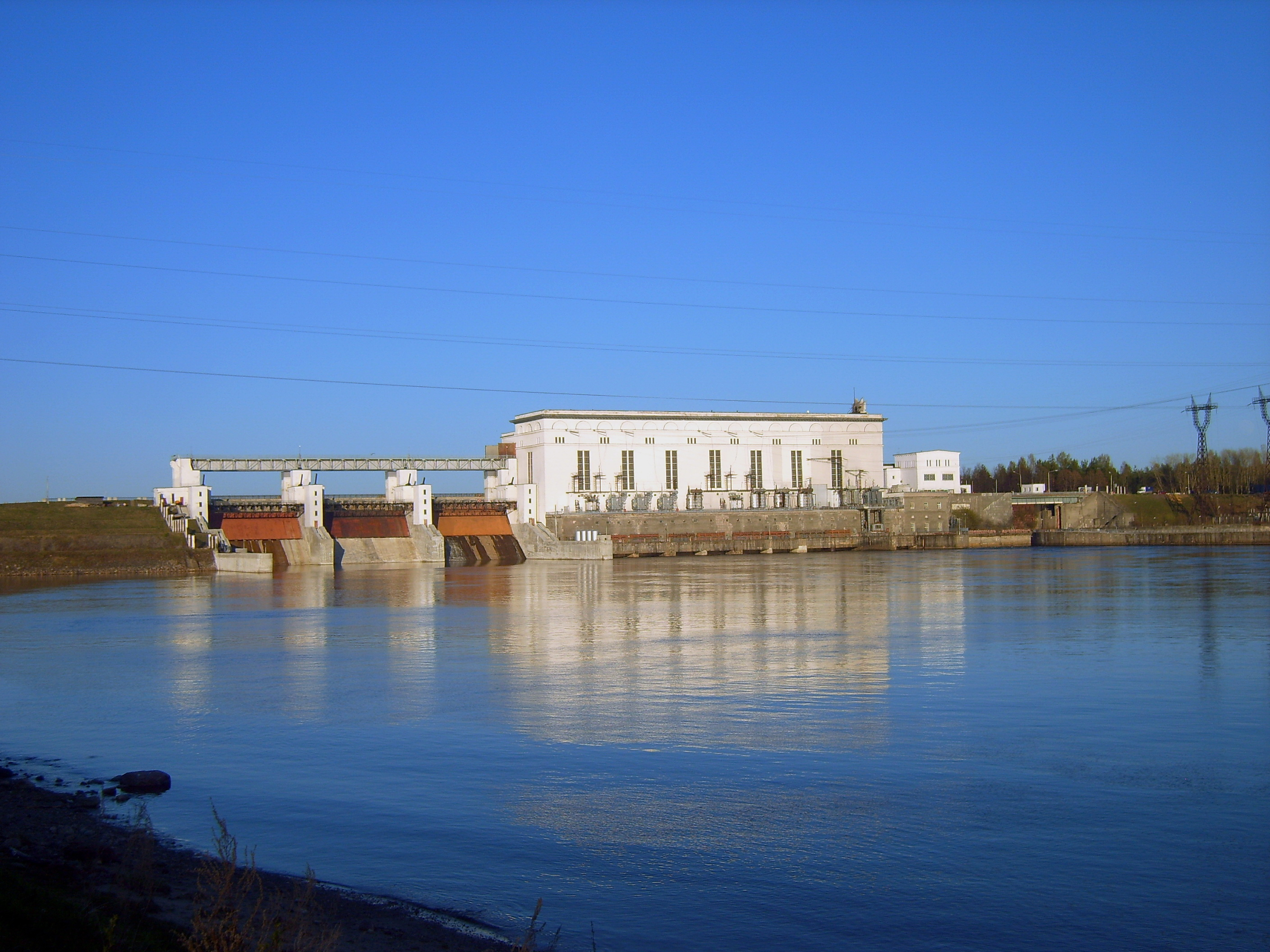
Centrale hydroélectrique du Haut-Svir.

Le secteur énergétique est représenté par 1 centrale nucléaire (avec plusieurs complexes), 17 centrales thermiques, 6 centrales hydroélectriques et 4 centrales éoliennes. La centrale nucléaire de Léningrad est située dans la ville de Sosnovy Bor.
L'oblast regroupe quatre grandes centrales hydroélectriques.
La centrale hydroélectrique de Volkhov, sur la rivière Volkhov, a été construite en 1921 et est devenue la première grande centrale hydroélectrique de l'Union soviétique.
Les autres centrales sont la centrale hydroélectrique de l'amont de la Svir (en) et la centrale hydroélectrique de l'aval de la Svir (en), toutes deux sur la rivière Svir, et la centrale hydroélectrique du Narva (en) sur le fleuve Narva.

## Environnement

### Paysages et forêts

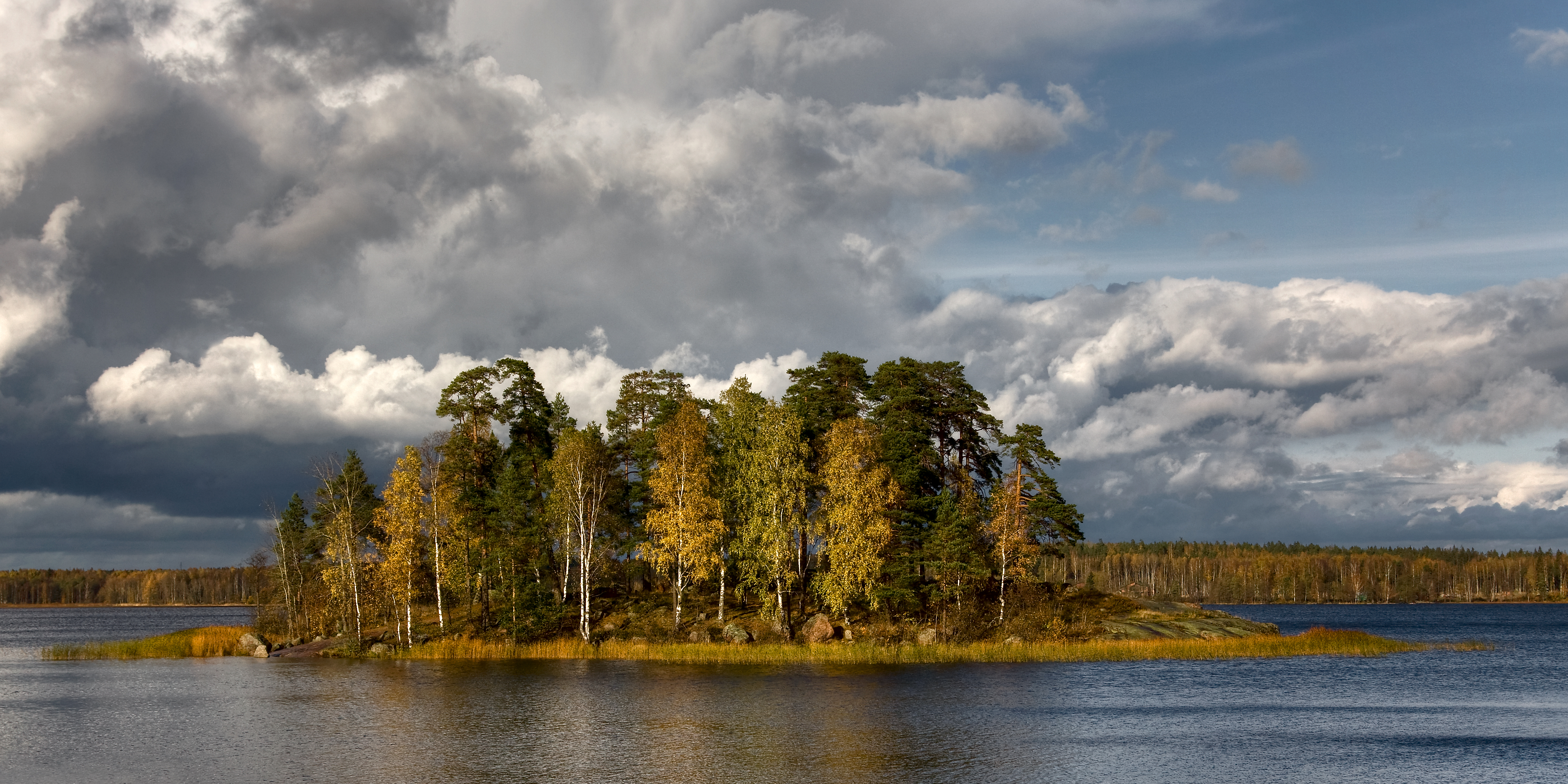
Le parc de Monrepos à Viipuri.

Plus de la moitié du territoire de l'oblast de Léningrad est couvert par des forêts, des réserves naturelles et des parcs. La superficie des aires protégées représente environ 6 % de la superficie totale de l'oblast. À la fin 2018, le fond forestier représentait 5 015,6 milliers d'hectares, soit 59 % du territoire de l'oblast. Le couvert forestier est le plus faible dans l'agglomération de Saint-Pétersbourg (dans les zones proches de la ville, le couvert est inférieur à 20 %), tandis qu'il est le plus élevé dans les régions de la partie orientale, avec plus de 80 % dans ces endroits-là. Cela est dû à un peuplement inégal du territoire.
Les forêts appartiennent principalement à la taïga (sous-zones de la taïga moyenne et méridionale). Dans la partie sud-ouest (à l'ouest du fleuve Volkhov et au sud de la Neva et du golfe de Finlande), les forêts sont classées comme transition de la zone naturelle de la taïga à la zone naturelle des forêts mixtes. Dans le sud, les sous-bois d'arbres feuillus sont importantes (sorbier des oiseleurs, plusieurs espèces d'érable, etc.). Il y a aussi dans le sud de nombreuses clairières.
L'environnement est réparti en quatorze différentes zones : deux de la taïga moyenne et douze de la taïga méridionale. Il y a aussi des paysages de plaine inondable et de marécage. La région étant plate, les zones sont créées par la géologie, le climat et les latitudes. Les zones sont plus diverses sur l'isthme de Carélie à cause de son hétérogénéité géologique. Le sud et l'ouest ont aussi des paysages fragmentés, même si bien moins fragmentés que l'isthme, tandis que la diversité paysagère est moins grande dans l'est, avec des unités paysagères bien plus grandes.

### Faune et flore

#### Faune

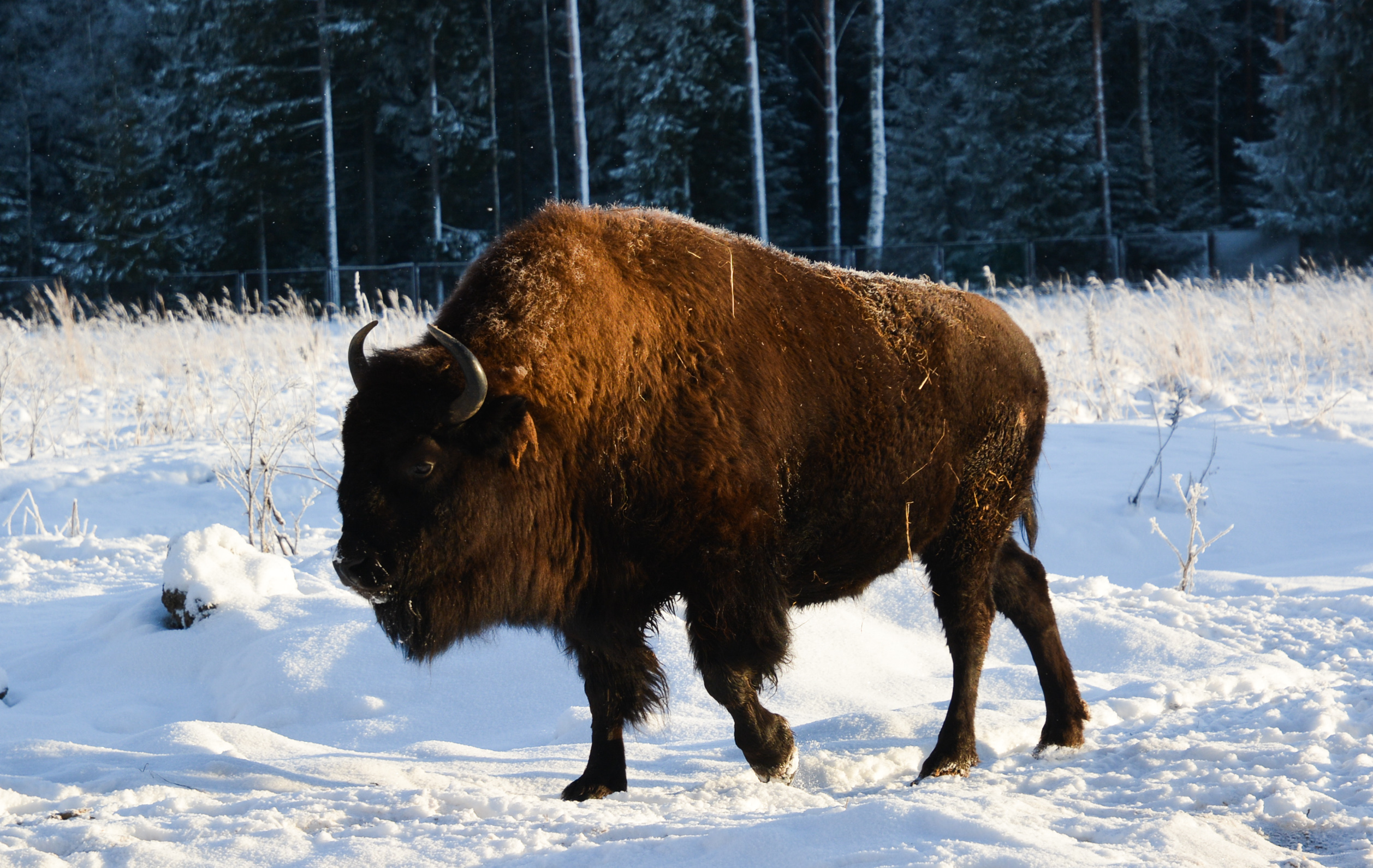
Un hybride Bison bison × Bison bonasus.

L'oblast de Léningrad abrite 328 espèces d'oiseaux, 61 espèces de mammifères, 8 espèces d'amphibiens, 5 espèces de reptiles, ainsi que 12 500 espèces d'insectes. Les principales espèces de mammifères de l'oblast sont le blaireau, castor d'Europe et le castor du Canada, l'écureuil, le lièvre, le loup, le lynx, la martre des pins, le rat musqué, le renard, l'ours brun et le vison d'Amérique. L'avifaune est représentée elle par le canard colvert, le canard siffleur, le fuligule morillon, le garrot à œil d'or, la gélinotte des bois, le grand tétras, la sarcelle d'hiver et le tétras-lyre.
La faune dans les forêts de feuillus est diversifiée, avec parmi les mammifères le hérisson, le lièvre d'Europe, la musaraigne d'eau et certaines espèces de chauves-souris. En oiseaux dans ces forêts sont recensés des merles, parulines, et au niveau des zones humides de ces forêts la bécassine, l'échassier entre autres. Dans les forêts mixtes se trouvent des représentants de la faune de la taïga du sud avec le tétras-lyre, la gélinotte des bois, chouette lapone, le lièvre variable, la martre et le wapiti. Dans les forêts du nord se trouvent aussi l'oriole, la tourterelle ou le pigeon ramier. Dans la perspective d'enrichir la faune locale, le castor, le rat musqué et le vison d'Amérique ont été introduits avec succès. Les oiseaux les plus répandus sont les échassiers, la gélinotte des bois, la perdrix grise, le tétras-lyre ainsi que plusieurs espèces de canards.
Conformément au Livre rouge de l'oblast et aux accords internationaux de protections, 415 espèces d'insectes, 64 espèces d'oiseaux, 14 espèces de mammifères, 4 espèces d'amphibiens et 4 espèces de reptiles font l'objet d'une protection dans l'oblast.

#### Flore

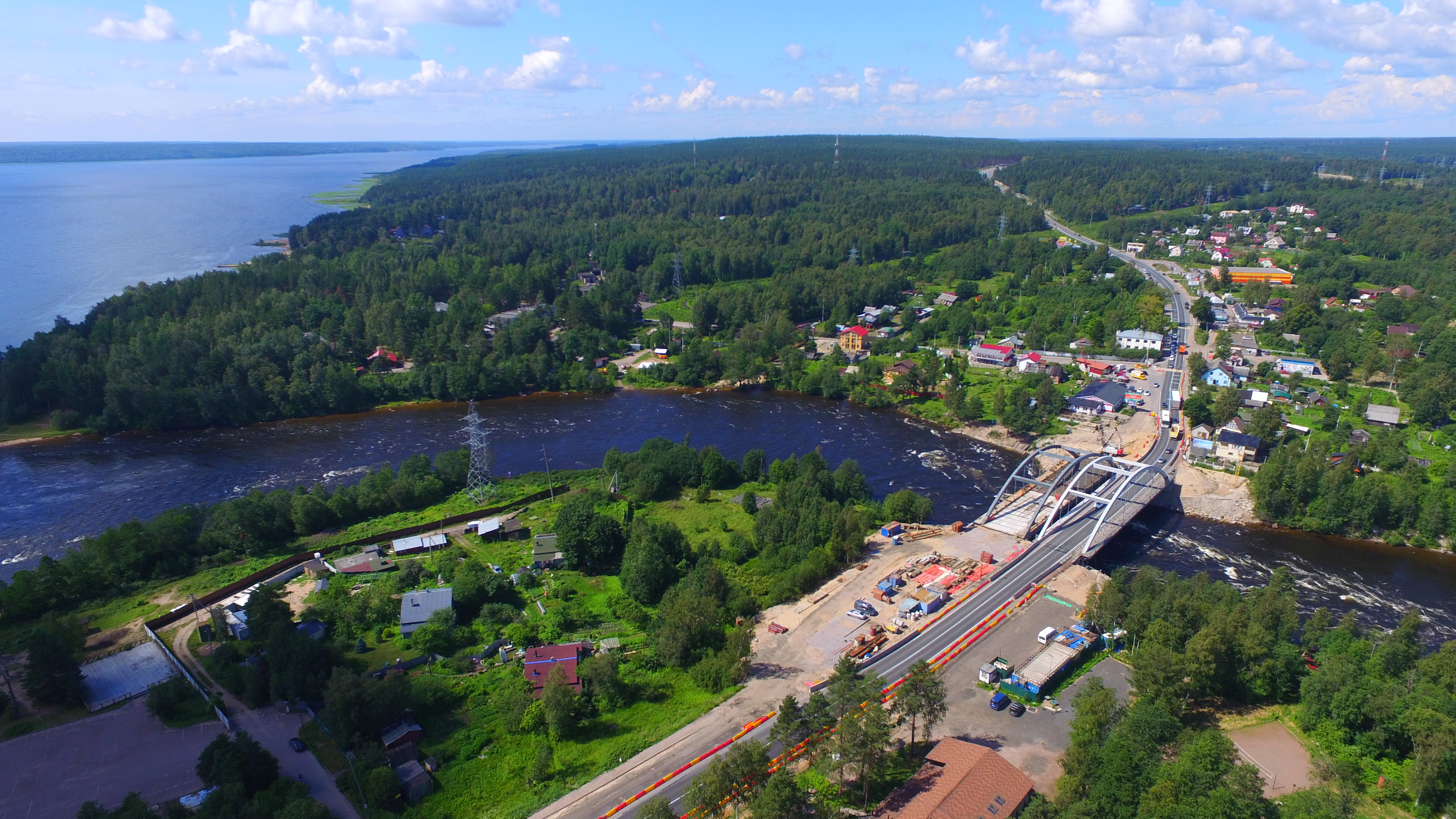
Taïga à Lossevo dans le raïon de Priozersk.

La flore du territoire est une mosaïque à la jonction des forêts mixtes d'Europe et de la forêt boréale du Grand nord. Les écosystèmes sont jeunes, formés pour la plupart il y a environ 10 à 15 000 ans, ce qui entraîne un indice de diversité élevé. L'oblast de Léningrad recense dans sa flore environ 1 600 espèces de plantes, environ 550 espèces de bryophytes, plus de 2 000 espèces d'algues, plus de 1 000 espèces de lichens et au moins 4 000 espèces de champignons. La région, recense des espèces endémiques de la région de la Baltique et de la Fennoscandie.
Le Livre rouge de l'oblast comprend 156 espèces de plantes vasculaires, 81 espèces de bryophytes, 126 espèces de champignons, 94 espèces de lichens et 79 espèces d'algues. En prenant en plus en compte les protections dans le Livre rouge de Russie, 588 espèces végétales sont protégées dans l'oblast à différents niveaux.
La composition spécifique des forêts de la région n'est pas très diversifiée. Les principales espèces forestières sont le pin, qui occupe environ 38 % de la superficie forestière totale de la région, suivi de l'épicéa à 31 %, du bouleau à 24 % et du tremble à 6 %. Seuls les 1 % représentent d'autres espèces, tels que l'aulne, le chêne, l'érable, le frêne, l'orme et le tilleul.

### Aires protégées

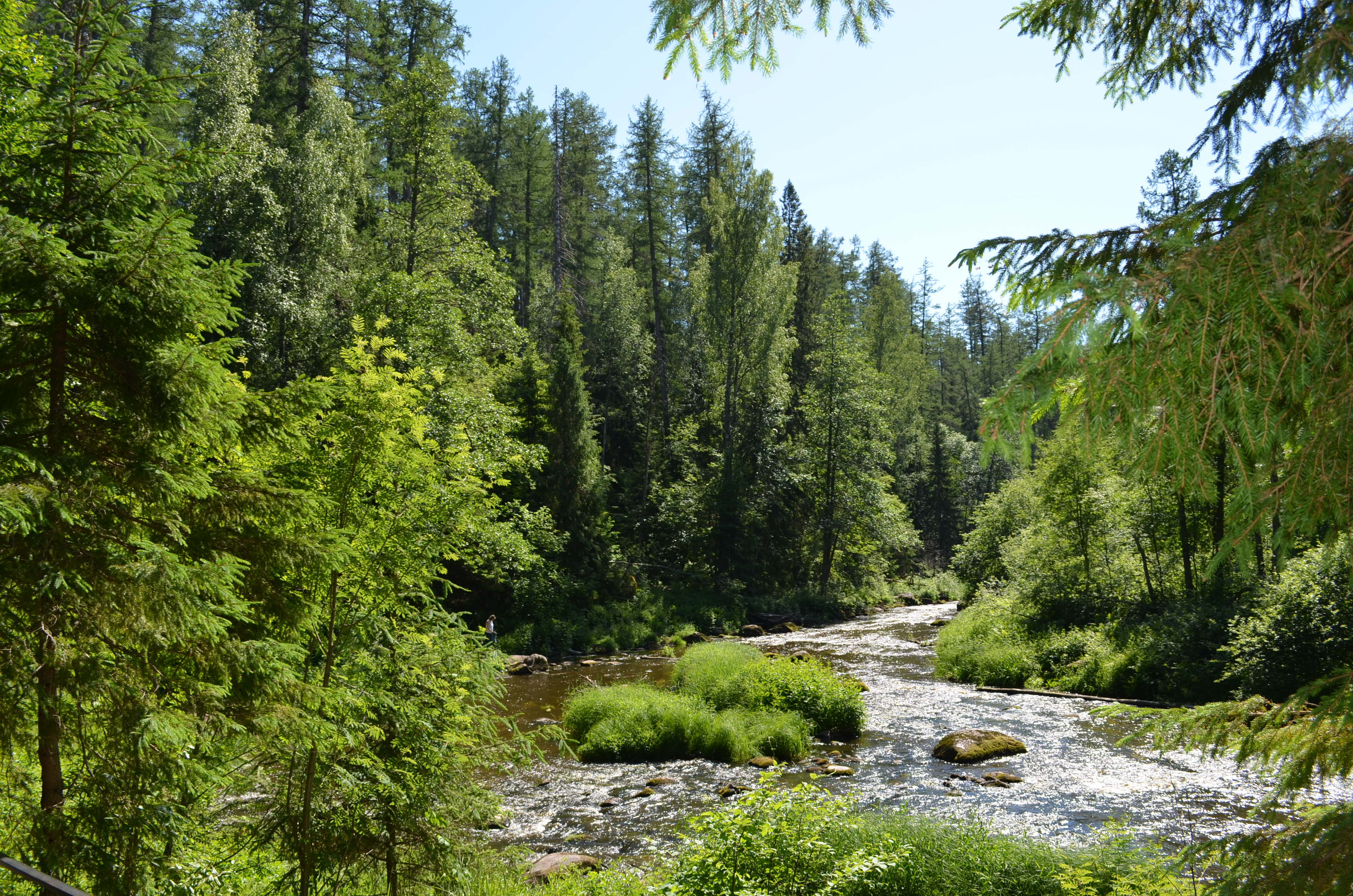
Aire de Lindoulovskaïa.

Au 31 décembre 2022, l'oblast de Léningrad possède 55 aires protégées, d'une superficie totale de 605 300 hectares, soit 7,21 % de la superficie totale de l'oblast,. Les aires protégées comprennent 3 aires d'importance fédérale, 48 d'importance régionale et 3 aires d'importance locale. Les aires protégées d'importance fédérale occupent 1,39 % de la superficie de l'oblast. Ce sont la réserve naturelle du Bas-Svir (raïon de Lodeïnoïe Pole), la zakaznik du marais de Mchinskoïe (raïons de Gatchina et de Louga) et la réserve naturelle du golfe de Finlande oriental (raïons de Vyborg et de Kingissepp). 
Les aires protégées d'importance régionale représentent 5,77 % de la superficie de l'oblast. Elles se répartissent en 2 parcs naturels, en 27 zakazniks et en 19 monuments naturels. Enfin, l'oblast détient 4 aires protégées d'importance locale, toutes des paysages naturels protégés, qui occupent 0,05 % de la superficie de l'oblast. L'oblast vise d'ici 2030 la création de 96 nouvelles aires protégées.
La région compte cinq sites Ramsar, avec le système marécageux de Mchinskaïa, les îles Berezovié du golfe de Finlande, la péninsule de Kourgolovo, la baie du Svir du lac Ladoga et la côte sud du golfe de Finlande. Par ailleurs, les marécages de Lensbog, le marais de Tchisty Mokh et les marécages des lacs Cancer sont classés dans la liste des marécages précieux de Russie.

## Culture locale et patrimoine
Au total, sur le territoire de l'oblast, il y avait selon le rapport de 2023 4 795 objets du patrimoine culturel. Ils étaient répartis entre 640 objets d'importance fédérale, 1 994 objets d'importance régionale, 54 objets d'importance locale (municipale) ainsi que 2 107 objets identifiés. Les monuments militaires forment une part importante, avec 25 objets d'importance fédérale, 940 objets d'importance régionale, et 127 objets identifiés.

Monuments fédéraux dans l'oblast (sélection) :
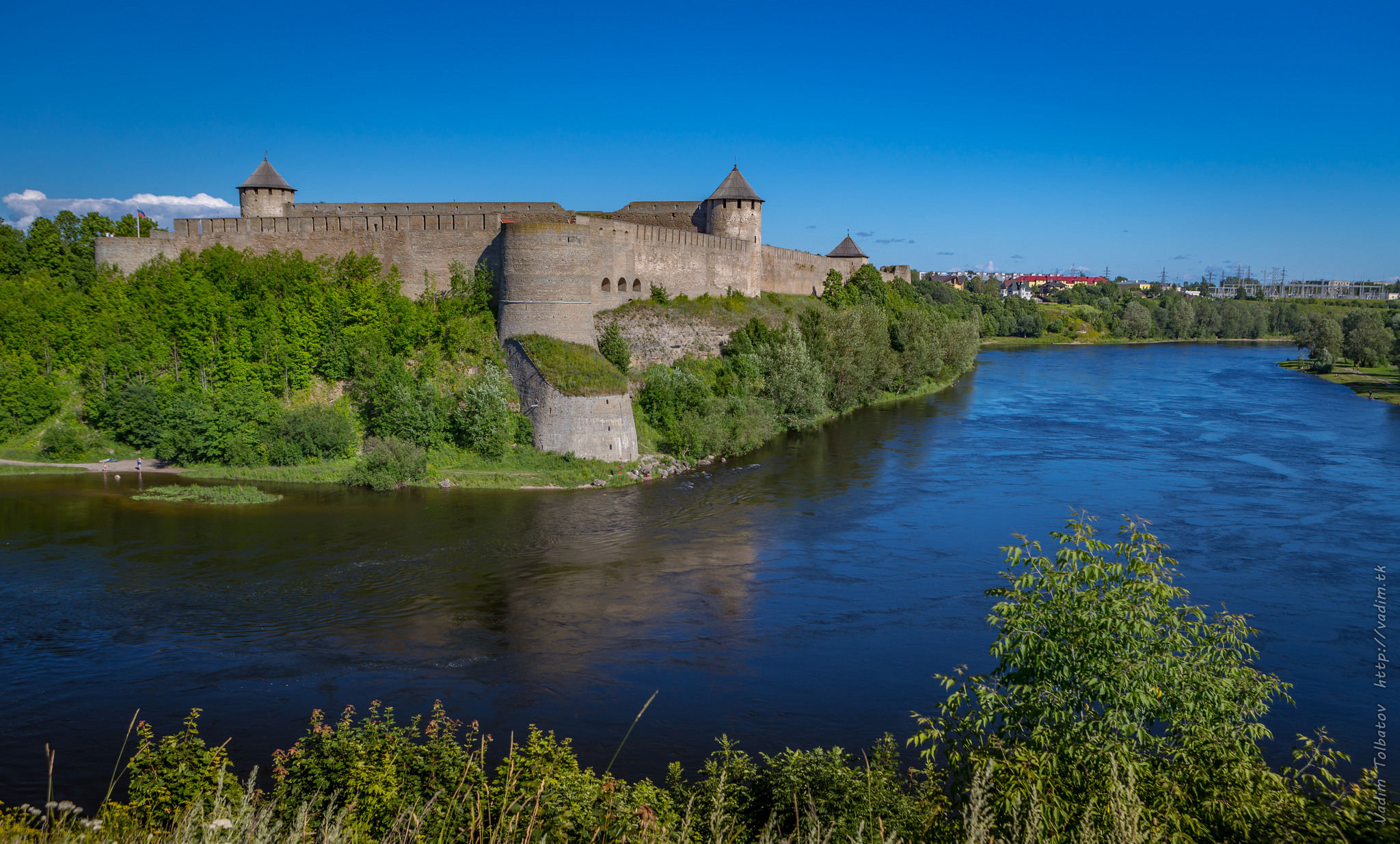
Forteresse d'Ivangorod et la Narva.
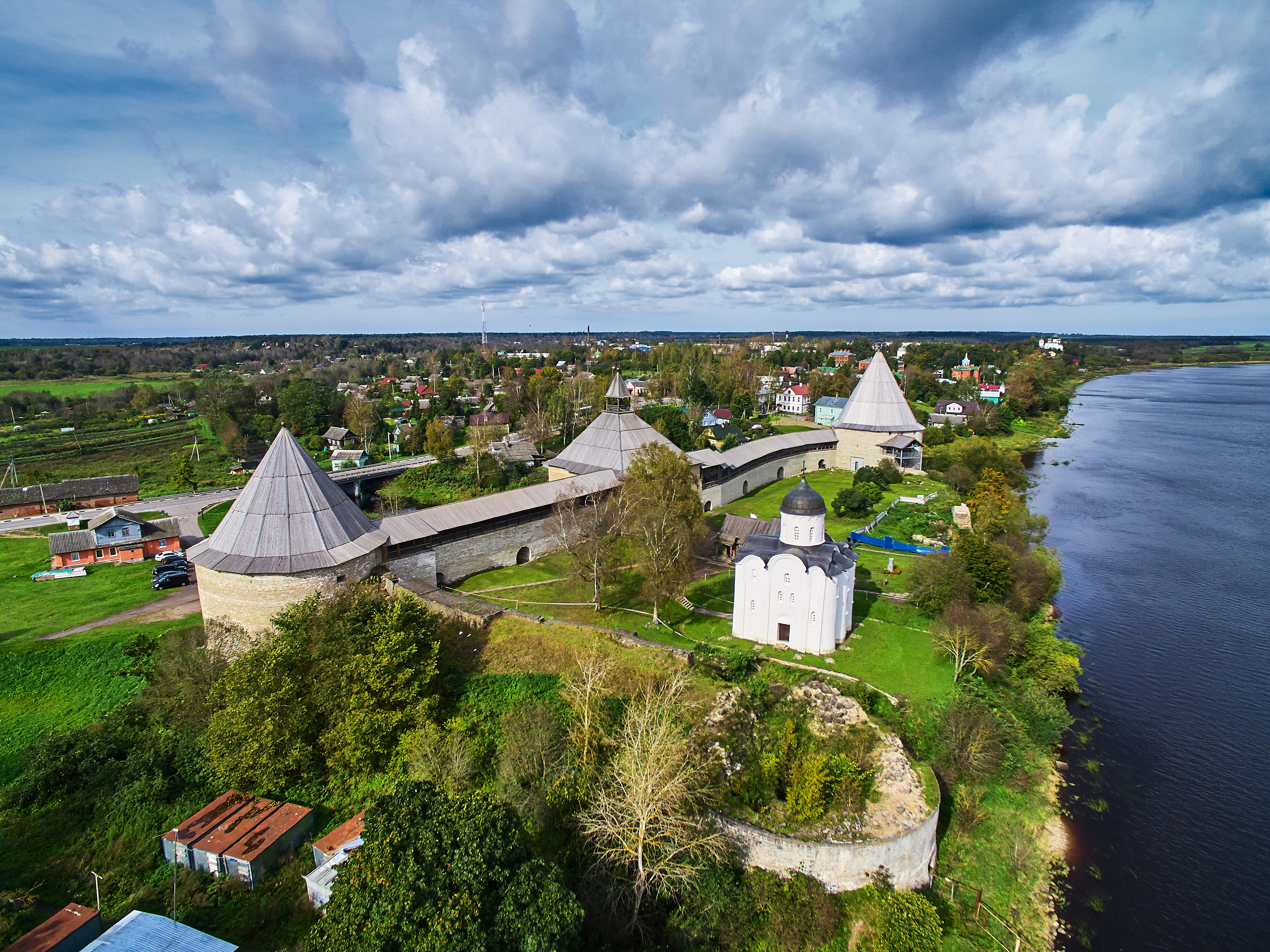
Forteresse de Staraïa Ladoga.
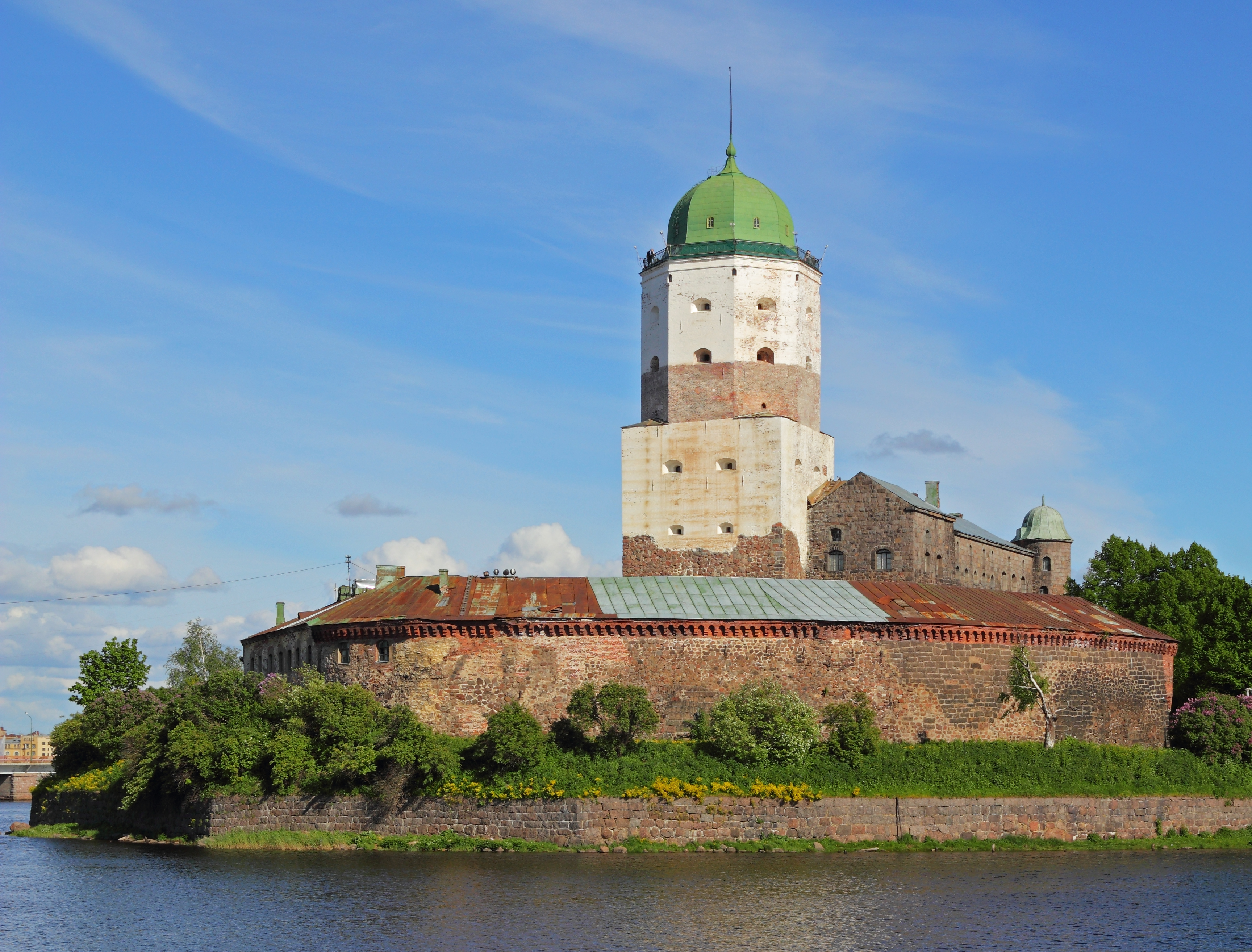
Château de Vyborg.
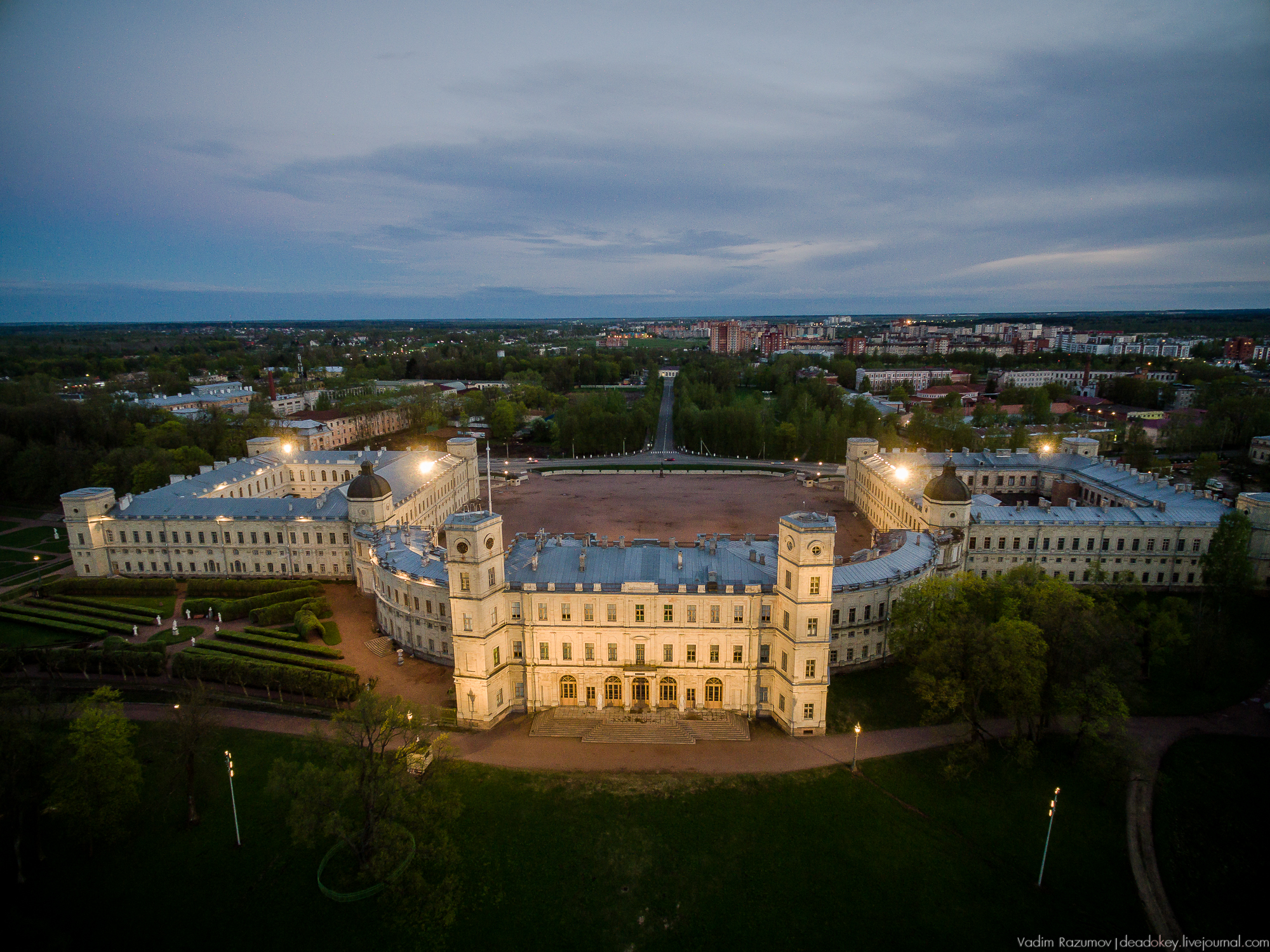
Palais de Gatchina.